# 미국의 인종차별
인종차별은 미국 역사에서 인종 또는 민족 집단에 대한 차별적 법률, 관행 및 행동(폭력 포함)에 반영됐다. 미국 역사를 통틀어 미국 백인은 일반적으로 법적으로나 사회적으로 승인된 특권과 권리를 누렸으며, 이는 다양한 인종 또는 소수 집단의 구성원에게 여러 번 거부됐다. 유럽계 미국인, 특히 부유한 백인 앵글로색슨 개신교인들은 교육, 이민, 투표권, 시민권, 토지 취득 및 형사 소송 문제에서 이점을 누렸다.
다양한 인종 또는 소수 집단에 대한 인종주의는 초기 식민지 시대부터 미국에 존재해 왔다. 1865년 이전에 대부분의 아프리카계 미국인은 노예였으며 그 이후에도 정치적, 사회적, 경제적 자유에 심각한 제한을 받았다. 아메리카 원주민은 집단 학살, 강제 이주, 대학살을 겪었고 계속 차별을 받고 있다. 태평양 섬 주민들 과 함께 히스패닉, 중동 및 아시아계 미국인도 차별의 피해자였다. 또한 유럽에서 온 비 개신교 이민자들, 특히 유대인, 폴란드인, 이탈리아인, 아일랜드인들은 종종 외국인 혐오적 배제와 다른 형태의 민족에 기반한 차별의 대상이 됐다.
인종 차별은 대량 학살, 노예 제도, 린칭, 분리, 아메리카 원주민 보호 구역 및 기숙 학교, 인종 차별적 이민 및 귀화 법, 수용소 등 다양한 방식으로 나타난다. 공식적인 인종 차별은 20세기 중반과 시간이 지남에 따라 대체로 금지 됐으며 사회적으로나 도덕적으로 용납할 수 없는 것으로 인식됐다. 인종 정치는 여전히 주요 현상으로 남아 있으며 인종주의는 계속해서 사회경제적 불평등에 반영되고 있다.  21세기에 이르러 형사 사법 제도, 비즈니스, 경제, 주택, 의료, 미디어, 정치에 여러 인종주의가 있다. UN과 US humanrights network의 견해에 따르면 " 미국의 차별은 삶의 모든 측면에 스며들어 있으며 모든 유색 인종 커뮤니티로 확장된다."

## 미국 생활의 측면

### 시민권 및 이민
1790년 귀화법은 귀화를 "자유로운 백인"으로 제한하는 귀화를 통해 미국 시민권을 부여하기 위한 최초의 통일된 규칙을 설정하여 아메리카 원주민, 계약 하인, 노예, 자유 흑인 및 이후 아시아인을 시민권에서 제외했다. 시민권과 시민권의 부족은 다양한 법적, 정치적 권리에 심대한 영향을 미쳤다. 그 중 가장 주목할 만한 것은 정부의 지원과 서비스에 대한 접근 외에도 연방 및 주 차원에서의 참정권, 특정 관직을 보유할 권리, 배심원 의무, 미국 군대에서의 군복무, 그리고 많은 다른 활동들이었다. 1792년의 두 번째 민병법은 또한 모든 "자유로운 신체 건강한 백인 남성 시민"의 징집을 규정했다. 테네시의 1834년 헌법에는 다음 조항이 포함되어 있다.
1830년 인디언 이주법에 따라 만들어진 춤추는 토끼 크릭 조약은 미시시피에 남아 있기로 선택한 촉토족인디언들이 미국 시민권을 얻을 수 있도록 허용했으며, 이는 미국 시민권을 받을 자격이 있는 최초의 주요 비유럽 민족 그룹이다.
미국 수정헌법 제14조 (1868년 비준)의 평등한 보호 조항에도 불구하고 귀화 및 이민에서 인종 차별은 계속됐다. 수정헌법 14조는 이전 법원 결정을 기각하고 미국 태생의 아프리카계 미국인 시민권을 장자권 시민권을 통해 부여했다.
1870년의 귀화법(Naturalization Act)은 흑인에게 귀화를 확대했지만 다른 비백인에게는 귀화하지 않았으며 귀화한 중국계 미국인의 시민권을 취소다. 이 법은 주로 중국인과 일본 이민자에게 적용되는 "시민 자격이 없는 외국인"을 제외하기 위해 암호화된 언어에 의존했다.
아메리카 원주민은 1924년 인디언 시민권법(Indian Citizenship Act of 1924) 까지 단편적인 방식으로 시민권을 부여받았다. 이 법은 그들이 연방에서 인정하는 부족에 속하든 아니든 일방적으로 포괄적 시민권을 부여했으며, 이미 다양한 방법으로 미국 시민이 됐다. 이 법은 소급 적용되지 않았기 때문에 시민권은 1924년 법의 발효일 이전에 태어난 아메리카 원주민이나 미국 밖에서 태어난 원주민에게까지 확대되지 않았다.
1940년 이후 귀화에 의한 시민권에 대한 인종 적격성은 " 서반구 토착 인종의 후손", "필리핀인 또는 필리핀계 후손", "중국인 또는 중국계 후손"으로 확대됐다. 그리고 "인도 원주민". 1952년 이민국적법은 이제 귀화에 있어 인종 및 성별 차별을 금지한다.
"백인"만이 귀화할 수 있었던 기간 동안, 이 용어에 포함되는 인종 그룹을 정의하기 위해 많은 법원 판결이 필요했다. 이들은 " 인종 전제 조건 "으로 알려져 있으며 후속 입법에도 영향을 미쳤다.

### 투표
미국 수정헌법 제15조 (1870년 비준)는 인종에 따른 투표권 거부를 명시적으로 금지했지만 시행에 대한 책임은 의회에 위임했다.
재건 시대 동안 아프리카계 미국인들은 공직에 출마하여 투표를 하기 시작했지만 1877년의 타협으로 남부 주에서 강력한 연방의 평등권 집행 시대가 끝났다. 백인 남부인들은 수정헌법 제15조에 의해 법에 의해 흑인에 대한 투표를 명시적으로 거부하는 것이 금지됐지만, 권리를 박탈할 다른 방법을 찾았다. 인종을 언급하지 않고 아프리카계 미국인을 대상으로 한 Jim Crow 법에는 인두세, 유권자를 위한 문해력 및 이해력 테스트, 거주 및 기록 보관 요건, 백인의 투표를 허용하는 조부 조항이 포함됐다. 블랙 코드는 실업과 같은 경미한 범죄("부랑"이라고 함)를 범죄화하여 투표권을 거부할 구실을 제공했다. 비법적 폭력은 또한 종종 린칭 과 십자가 화형 의 형태로 등록하거나 투표를 시도한 아프리카계 미국인을 위협하고 때로는 살해하는 데 사용됐다. 백인 우월주의를 강화하려는 이러한 노력은 매우 성공적이었다. 예를 들어, 1890년 이후 미시시피의 147,000명의 적격 아프리카계 미국인 유권자 중 9,000명 미만이 유권자로 등록되었다. 약 6%다. 루이지애나는 1896년에 130,000명의 등록된 아프리카계 미국인 유권자에서 1904년에는 1,342명으로 줄었다(약 99% 감소).
1924년 법에 따라 시민권을 얻은 아메리카 원주민도 1948년까지 투표권을 보장받지 못했다. 내무부의 조사에 따르면 1938년에도 여전히 7개 주가 인디언에게 투표권을 부여하는 것을 거부했다. 연방과 주의 통제 사이의 불일치는 법 집행에 허점을 제공했다. 주정부는 주법과 헌법에 따라 차별을 정당화했다. 인디언 투표 배제에 대한 세 가지 주요 주장은 인디언이 부동산세 면제, 부족 소속 유지, 인디언이 후견인이거나 연방 신탁통치에 의해 통제되는 땅에 살았다는 개념이었다. 1947년까지 애리조나 와 뉴멕시코를 제외한 인디언 인구가 많은 모든 주는 1924년 법에 따라 자격을 갖춘 아메리카 원주민에게 투표권을 확대했다. 마침내 1948년에 남아 있는 주들이 인디언 투표 금지를 철회하도록 하는 사법 결정이 내려졌다.
시민권 운동은 1965년 선거권법을 시작으로 인종에 관계없이 투표권을 의회에서 강력하게 시행하는 결과를 낳았다. 이로 인해 소수 인종이 미국 전역에서 투표하고 출마할 수 있는 능력이 크게 향상되었지만 인종 차별적인 투표법과 행정에 대한 우려는 계속되고 있다. 전국적인 게리맨더링 및 유권자 탄압 노력은 주로 정치적 고려에 의해 동기가 부여되기는 하지만 종종 아프리카계 미국인 및 기타 소수 민족에게 효과적으로 불균형적으로 영향을 미친다. 여기에는 대상 유권자 ID 요구 사항, 등록 장애물, 우편 투표 제한, 장거리, 긴 줄 또는 짧은 시간으로 인해 투표 시설에 물리적으로 접근하기 불편하게 만드는 것이 포함된다. 2013년 미국 대법원 판결 Shelby County v. 홀더는 1965년 법의 사전 승인 조항을 삭제하여 차별 금지 집행을 더욱 어렵게 만들었다.
2016년에는 투표 연령의 아프리카계 미국인 13명 중 1명이 권리를 박탈 당했으며 이는 비아프리카계 미국인보다 4배 이상 많다. 성인 아프리카계 미국인의 7.4% 이상이 비아프리카계 미국인의 1.8%에 비해 권리를 박탈 당했다. 플로리다의 중죄로 인한 권리 박탈은 플로리다 시민의 10% 이상과 아프리카계 미국인 시민의 23% 이상에게 자격을 박탈한다.

### 형사사법제도

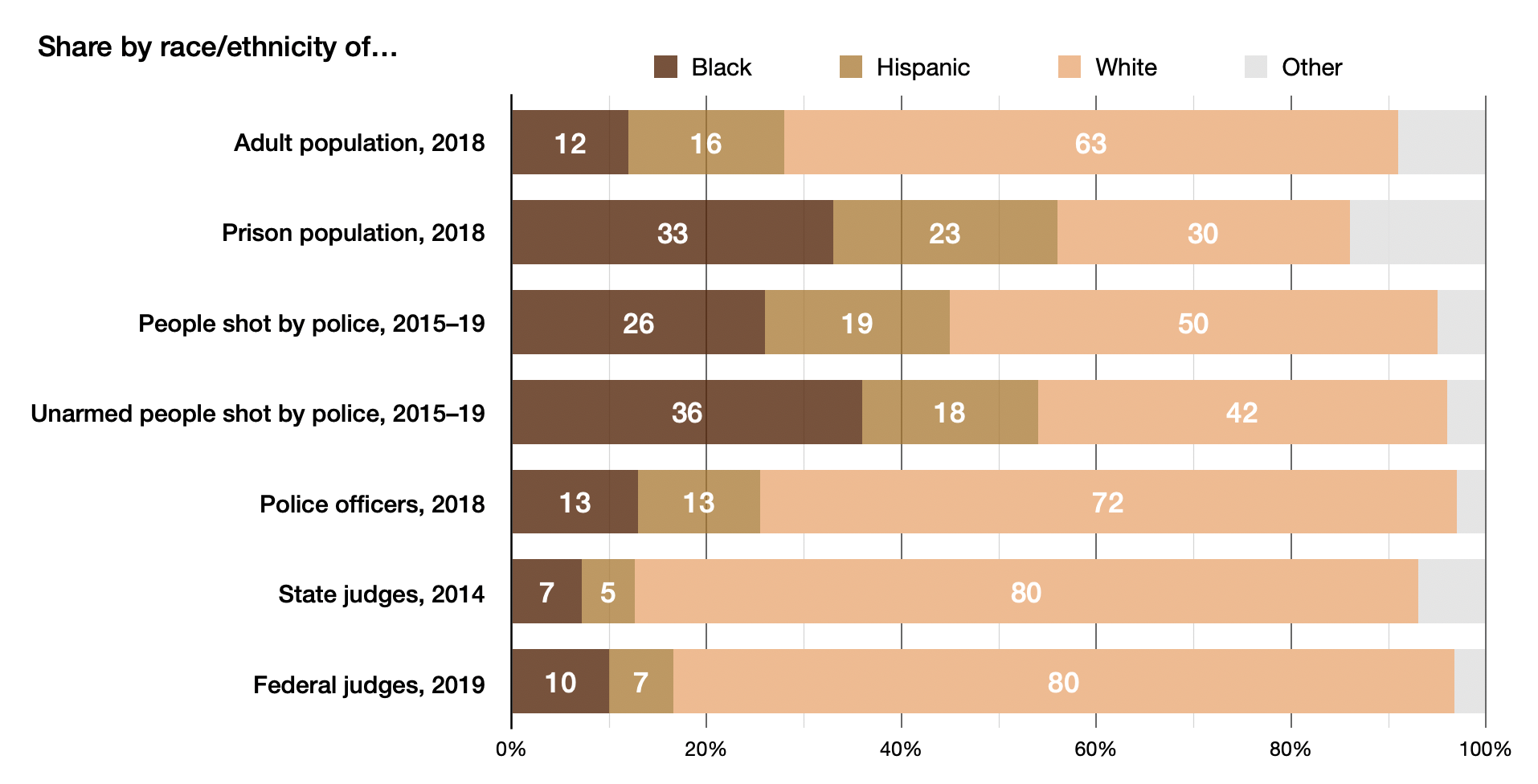
2010년대 후반 미국에서 수감자, 경찰관, 경찰 총에 맞은 사람, 판사 비율의 인종적 격차

다양한 인종과 민족을 단속하고 기소하는 것과 관련하여 미국에는 독특한 경험과 격차가 있다. 미국 형사 사법 제도 에서 중범을 유죄 판결하고 선고하는 데 있어서 인종 그룹마다 다른 결과가 나타났다. 전문가와 분석가들은 이러한 격차를 초래한 다양한 요인의 상대적 중요성에 대해 토론해 왔다.
학술 연구에 따르면 형사 사법 제도에서 일부 소수 인종이 과도하게 대표되는 것은 부분적으로 빈곤, 가난한 이웃에 대한 노출, 공교육에 대한 열악한 접근성, 유아 교육에 대한 열악한 접근성 및 노출과 같은 사회경제적 요인으로 설명될 수 있다. 유해한 화학 물질(예: 납 ) 및 오염에. 인종적 주택 분리는 또한 범죄율의 인종적 불균형과 관련이 있다. 흑인은 역사적으로나 현재까지 정부와 민간 행위자의 조치를 통해 범죄율이 낮은 지역으로 이주하는 것이 금지됐기 때문이다. 갈등 이론, 긴장 이론, 일반 긴장 이론, 사회 해체 이론, 거시 구조적 기회 이론, 사회 통제 이론 및 하위 문화 이론 을 포함하여 범죄율의 인종적 불균형에 대한 범죄학 내 다양한 설명이 제안됐다.
연구는 또한 경찰과 사법 제도에 의한 광범위한 인종 및 민족 차별이 있음을 나타낸다. 상당한 학술 문헌에서 경찰 수색(금지된 백인에게서 더 높은 비율로 밀수품이 발견됨), 보석 결정(흑인과 동일한 보석 결정을 내린 백인이 더 많은 재판 전 위반을 저지름), 선고( 배심원단과 판사는 흑인이 사건의 기본 사실과 상황이 유사할 때 백인보다 더 가혹하게 선고됨) 과정에서 인종 차별이 존재한다고 타당한 인과적 추론을 내린다. 연구에 따르면 로스앤젤레스, 뉴욕, 시카고, 필라델피아를 비롯한 여러 미국 도시의 경찰서에서 인종 차별 패턴과 경찰의 만행 패턴, 아프리카계 미국인의 헌법상 권리를 무시하는 패턴이 기록됐다.

### 교육
1954년 브라운 대 토피카 교육위원회 재판에서는 통합되고 평등한 학교가 피부색에 편견 없이 모든 어린이가 접근할 수 있어야 한다고 판결했다. 현재 미국에서는 모든 주립 학교가 공평하게 자금을 지원받는 것은 아니다. 학교는 "연방, 주 및 지방 정부"에서 자금을 지원하는 반면 "주는 교육 자금에서 점점 더 큰 역할을 한다." " 재산세는 지방 정부가 교육에 제공하는 자금의 대부분을 지원한다." 저소득 지역에 위치한 학교는 낮은 수준의 자금을 받고 고소득 지역에 위치한 학교는 모두 재산세를 기준으로 더 많은 교육 자금을 받는다. 미국 교육부는 "빈곤 수준이 높은 많은 학교가 주 및 지역 기금의 공정한 몫보다 적은 금액을 받으며, 빈곤 수준이 높은 학교의 학생들은 부유한 동료가 다니는 학교보다 자원이 적다."라고 보고한다. 미국 교육부는 또한 이 사실이 "저소득 학교의 40% 이상"에 영향을 미친다고 보고한다. 유색인종 어린이는 백인 어린이보다 빈곤에 시달릴 가능성이 훨씬 더 높다.
종이가방 파티로도 알려진 "갈색 종이가방 테스트"라는 문구는 "통치자 테스트"와 함께 피부색이 어두운 그룹에 누구도 들어오지 못하게 하는 특정 아프리카계 미국인 여학생 클럽 및 동호회에서 시행한 의식을 의미한다. 종이가방보다 어둡다. 스파이크 리의 영화 School Daze는 역사적으로 흑인 대학에서 이러한 관행을 풍자했다. '종이 봉투 테스트'와 함께 머리카락의 굵기를 테스트하는 '빗 테스트'와 '연필 테스트', 사람의 옆모습을 테스트하는 '손전등 테스트'가 가벼운 계급의 합격 기준이었다. 그들의 특징이 백인 인종의 특징과 충분히 일치하거나 근접했는지 확인해야 한다.

#### 과정
미국 학교의 커리큘럼에는 아메리카 원주민, 흑인 미국인, 멕시코계 미국인 및 아시아계 미국인을 포함한 비백인 미국인에 대한 인종 차별도 포함돼 있다. 특히 19세기와 20세기 초에 학교 교과서 및 기타 교재는 흑인 미국인의 생물학적 및 사회적 열등성을 강조하여 일관되게 흑인을 단순하고 무책임하며 종종 자신의 잘못으로 암시되는 고통의 상황에 처한 것으로 묘사했다. 1875년부터 1900년대 중반까지 어린이 숫자 세기 연습으로 유포된 "열 명의 작은 깜둥이 소년"이 하나씩 죽어가는 시에서 알 수 있듯이 흑인 미국인은 소모품으로 묘사됐고 그들의 고통은 평범한 것으로 묘사됐다. 역사가 Carter G. Woodson은 20세기 초 흑인 미국인의 장점에 대한 언급이 전혀 없는 미국 커리큘럼을 분석했다. 그는 당시의 관찰을 바탕으로 미국 학교를 다녔던 흑인 학생을 포함한 미국 학생들이 흑인은 의미 있는 역사가 없고 인류 문명에 기여한 바가 없다고 믿게 될 것이라고 썼다.
학교 커리큘럼은 종종 암묵적으로나 노골적으로 백인을 우월한 인종으로 지지하고 비백인의 기여와 관점을 중요하지 않은(또는 중요하지 않은) 것처럼 무시했다. 19세기에 상당한 수의 학생들이 아담과 이브가 백인이고 다른 인종들은 그들의 다양한 후손에서 진화하여 원래의 백인 표준에서 점점 더 멀어진다고 배웠다. 또한 백인은 다른 인종, 즉 자신을 돌볼 수 없는 흑인과 원주민의 유능한 관리인으로 형성되었다. 이 개념은 백인 미국인이 원주민과 흑인에 대해 저지른 폭력과는 상충되지만, 예를 들어 이러한 행위를 옹호하는 부드러운 언어와 결합되었다. Mills(1994)는 유럽인들이 이미 그곳에 거주하고 있었음에도 불구하고 " 신대륙"에 대한 "발견"과 그에 따른 정복 대신 "식민지화"에 대한 이야기를 예로 들었다. 그는 이러한 단어 선택이 그것을 유리하게 사용한 백인들에 의한 역사의 선택을 구성한다고 주장한다.

### 건강
2019년 공중 보건 연례 검토 문헌 검토에서는 구조적 인종차별, 문화적 인종차별, 개인 수준의 차별이 "소수 인종/민족 및 인종/민족 건강 불평등에 대한 부정적인 건강 결과의 근본적인 원인"이라는 사실을 발견했다.
사람들에게 제공되는 의료 서비스의 질에 있어서도 인종별로 의료 서비스에 대한 접근성에 큰 차이가 있다. 미국 공중 보건 저널 (American Journal of Public Health) 에 발표된 연구에서는 "아프리카계 미국인이 백인과 동일한 수준의 치료를 받았다면 1991년부터 2000년까지 886,000명 이상의 사망을 예방할 수 있었다"고 추정했다. 그들이 언급한 주요 차이점은 보험 부족, 부적절한 보험, 열악한 서비스 및 치료를 꺼리는 것이다. 악명 높은 터스키기 매독 실험과 같은 정부 후원 실험의 역사는 의료 시스템에 대한 아프리카계 미국인의 불신이라는 유산을 남겼다.
의료 서비스의 불평등은 의료 절차 및 치료가 다른 인종 그룹 구성원에게 처방되는 방식에 대한 체계적 편향을 반영할 수도 있다. Raj Bhopal 에딘버러 대학교 공중 보건 교수는 과학과 의학에서 인종 차별의 역사는 사람과 기관이 시대 정신에 따라 행동한다는 것을 보여주고 미래에 피해야 할 위험에 대해서도 경고한다고 썼다. 하버드 사회 역학 교수인 Nancy Krieger는 많은 현대 연구가 인종 차별을 정당화하는 데 필요한 가정을 뒷받침한다고 주장했다. 그녀는 인종차별이 심장병, 신부전, 방광암, 및 폐렴 치료를 포함하여 설명할 수 없는 의료 서비스의 불평등에 깔려 있다고 썼다. Bhopal은 이러한 불평등이 다양한 연구에서 문서화되었으며 흑인 미국인이 백인 미국인보다 의료 서비스를 덜 받는다는 일관된 결과가 있다고 썼다. 특히 여기에는 값비싼 신기술이 포함된다. 2010년 University of Michigan Health 연구에 따르면 통증 클리닉의 흑인 환자는 백인 환자가 받는 약의 50%를 받았다. 의료 분야의 흑색 통증은 의료 전문가를 대신하여 통증 관리와 인종적 편견 사이의 인종적 불균형과 연결된다. 2011년 버몬트 주 조직가들은 일상적으로 직면하는 삶의 정치적 투쟁을 물리치기 위해 지역 사회의 인종 차별에 반대하는 적극적인 입장을 취했다. 최초이자 유일한 보편적 의료법이 주에서 통과됐다.
미국의 두 지방 정부는 인종 차별이 공중 보건 비상 사태를 구성한다는 선언문을 발표했다. 2019년 5월 위스콘신주 밀워키 카운티 행정부와 2020년 6월 클리블랜드 시의회다 .

### 주택 및 토지
2014년 메타 분석에서는 미국 주택 시장에서 인종 차별에 대한 광범위한 증거를 발견했다. 주택에 대한 소수 신청자는 부동산을 보기 위해 더 많은 문의를 해야 했다. 미국 주택에서 아프리카 계 미국인의 지리적 조정은 여전히 중요하다. 2003년 연구에서는 "중개인이 초기 주택 요청을 고객의 선호도 표시로 해석하지만 집이 통합된 교외 지역에 있을 때 모든 고객에게 집을 보류할 가능성이 더 높다는 증거를 발견했다. 더욱이 상담원의 마케팅 노력은 흑인 고객이 아닌 백인 고객에게 가격을 요구함에 따라 증가한다. 흑인은 백인보다 교외의 통합된 지역에 있는 집을 볼 가능성이 더 높다. 에이전트가 보여주는 집은 고객이 백인일 때보다 흑인일 때 초기 요청에서 벗어날 가능성이 더 크다. 이 세 가지 결과는 상담원이 일부 유형의 거래가 흑인 고객에게는 상대적으로 가능성이 낮다는 믿음에 따라 행동할 가능성과 일치한다." 역사적으로 미국의 주택 및 모기지 시장에서 아프리카계 미국인에 대한 광범위하고 오래 지속되는 인종 차별이 있었다. -흑인 지역 및 연방 정책. 피츠버그 대학교 경제학자의 2019년 분석에 따르면 흑인은 인종적으로 분리된 주택 시장으로 인해 두 배의 불이익에 직면했다.
Troesken과 Walsh의 2017년 논문에 따르면 20세기 이전의 도시는 사적 규범과 자경단 활동을 통해 주거 분리를 만들고 유지했다. 그러나 1900년대 초에 이러한 사적인 계약이 무너지기 시작했을 때 백인들은 분리 조례를 위해 시 정부에 로비를 하기 시작했다. 그 결과, 도시들은 1909년에서 1917년 사이에 '주어진 도시 블록의 다수 인종 그룹 구성원이 다른 인종 그룹 구성원에게 부동산을 판매하거나 임대하는 것을 금지'하는 조례를 통과시켰다.
시카고 연방준비은행 경제학자들의 2017년 연구에 따르면 레드라이닝 관행(은행이 특정 이웃의 주민들을 차별하는 관행)이 주택 소유 비율, 주택 가치 및 신용 점수에 영향을 미치는 등 이웃에 지속적으로 부정적인 영향을 미쳤다. 2010. 많은 아프리카계 미국인이 전통적인 주택 융자를 받을 수 없었기 때문에 약탈적인 대출 기관(높은 이자를 부과하는)에 의존해야 했다. 낮은 주택 소유율로 인해 슬럼가들은 그렇지 않으면 소유할 아파트를 임대할 수 있었다. 2019년 분석에 따르면 1950년대와 1960년대 시카고의 아프리카계 미국인을 대상으로 한 약탈적 주택 계약으로 인해 흑인 가족에게 $3 사이의 비용이 발생했다. 10억 달러와 4달러 10억의 부.

### 노동 시장
몇몇 메타 분석에서는 미국 노동 시장에서 채용 시 민족적, 인종적 차별에 대한 광범위한 증거를 발견했다. 2017년의 한 메타분석은 "1989년 이후 흑인에 대한 차별 수준에 변화가 없으며, 그러나 라틴계에 대한 차별이 감소하고 있는 경향을 발견했다"고 밝혔다. 1990년부터 2015년까지 OECD 국가에서 실시된 43개 별개의 연구에서 738건의 서신 테스트 - 고정관념적인 흑인과 백인 이름을 가진 동일한 이력서를 고용주에게 보낸 테스트 - 를 분석한 2016년의 메타분석은 유럽과 북미의 고용 결정에서 광범위한 인종 차별이 있다는 사실을 밝혔다. 이러한 통신 테스트는 동등한 소수 지원자가 다수 지원자보다 인터뷰 초대를 받기 위해 약 50% 더 많은 지원서를 보내야 함을 보여주었다. 동일한 이력서와 유사한 면접 교육을 제공받은 실제 사람들의 구직 지원을 조사한 연구에 따르면 전과가 없는 아프리카계 미국인 지원자는 전과가 있는 백인 지원자만큼 낮은 비율로 일자리를 제안 받았다. 2018년 미국 경제 연구국(National Bureau of Economic Research) 보고서는 이력서 평가 방식에서 인종적 편견의 증거를 발견했다. 2020년 연구에 따르면 감사 연구에서 콜백 비율에서 소수자에 대한 차별이 존재할 뿐만 아니라 콜백 이후 채용 제안 측면에서 심각성이 증가하는 것으로 나타났다.
연구에 따르면 피부색이 밝은 아프리카계 미국인 여성은 피부색이 어두운 여성보다 급여가 높고 직업 만족도가 더 높다. 1964년 민권법 Title VII에 의거한 고용 차별 사건에서 미국 연방 법원은 최근 "너무 흑인"이라는 사실을 인정했다. 에티엔 v. Spanish Lake Truck & Casino Plaza, LLC 미국 제5순회항소법원은 자신의 관리자가 자신이 다양한 업무를 수행하기에는 "너무 흑인"이라고 생각한다는 말을 여러 차례 들었던 직원이 다음과 같은 문제를 발견했다고 판결했다. 인종 자체가 아니라 직원의 피부색이 직원의 승진을 막는 고용주의 결정에 중요한 역할을 했다. 2018년 연구에서는 피부색이 어두운 이민자가 차별을 받는다는 증거를 발견했다.

### 미디어
Travis L. Dixon(University of Illinois at Urbana-Champaign)의 2017년 보고서에 따르면 주요 언론 매체는 흑인 가족을 기능 장애 및 의존적 가족으로 묘사하는 경향이 있는 반면 백인 가족은 안정적인 가족으로 묘사하는 경향이 있음을 발견했다. 이러한 묘사는 빈곤과 복지가 주로 흑인 문제임을 암시할 수 있다. Dixon에 따르면 이것은 사회 안전 프로그램에 대한 대중의 지원을 감소시키고 더 엄격한 복지 요구 사항으로 이어질 수 있다.
밝은 피부색과 밝은 눈, 작은 코와 입술과 같은 "유럽인의 특징"을 가진 아프리카계 미국인은 미디어 산업에서 더 많은 기회를 얻는다. 예를 들어, 영화 제작자는 피부색이 밝은 아프리카계 미국인을 더 자주 고용하고, 텔레비전 제작자는 피부색이 밝은 출연진을 선택하고, 잡지 편집자는 유럽인의 특징을 닮은 아프리카계 미국인 모델을 선택한다. Scott과 Neptune(1997)이 수행한 내용 분석에 따르면 주요 잡지 광고의 1% 미만이 아프리카계 미국인 모델을 특징으로 한다. 아프리카 계 미국인이 광고에 등장했을 때 그들은 주로 운동 선수, 연예인 또는 미숙련 노동자로 묘사됐다. 또한 애니멀 프린트를 특징으로 하는 광고의 70%에는 아프리카계 미국인 여성이 포함됐다. 애니멀 프린트는 아프리카계 미국인이 본질적으로 동물적이고 성적으로 활동적이며 교육 수준이 낮고 소득이 낮으며 외모에 극도로 관심이 있다는 고정 관념을 강화한다. 언론에 등장하는 아프리카계 미국인 남성의 경우 피부색이 어두운 남성이 폭력적이거나 더 위협적으로 묘사되어 아프리카계 미국인 남성에 대한 대중의 인식에 영향을 미칠 가능성이 더 크다. 피부색이 어두운 남성은 범죄 및 위법 행위와 관련될 가능성이 높기 때문에 많은 사람들이 흑인 남성의 특성에 대해 선입견을 갖게 된다.
노예 제도 기간과 이후에 민스트럴 쇼는 블랙페이스에서 백인과 흑인이 비하하는 일을하면서 흑인을 묘사하는 매우 인기있는 연극 형식이었다. 배우들은 블랙 페인트로 얼굴을 칠하고 입술에는 새빨간 립스틱을 발라 흑인을 과장하고 놀렸다. 민스트럴 쇼가 사라지고 텔레비전이 인기를 얻었을 때 흑인 배우들은 거의 고용되지 않았고 고용되었을 때 그들은 매우 특정한 역할을 맡았다. 이러한 역할에는 하인, 노예, 바보 및 범죄자가 포함된다.

### 정치
정치적으로 선거인단의 " 승자독식 " 구조는 백인 대표에게 유리하다. 이것은 구조적 편향으로 설명되어 왔으며 종종 유색인종 유권자들이 정치적으로 소외감을 느끼게 하여 투표를 하지 않게 만든다. 의회의 대표성 부족도 투표율 감소로 이어졌다. 2016년 현재 아프리카계 미국인은 의회의 8.7%, 라틴계는 7%에 불과하다.
유권자 ID 법은 인종 차별에 대한 비난을 불러일으켰다. 2014년 정부 회계 감사국(Government Accountability Office)의 학술 문헌 검토에서 5개 중 3개의 연구에서 유권자 ID 법이 소수자 투표율을 감소시킨 반면 2개 연구에서는 큰 영향을 미치지 않은 것으로 나타났다. 유권자 ID 법에 대한 정보에 대한 접근에도 이질적인 영향이 반영될 수 있다. 2015년 실험적 연구에 따르면 유권자 ID 법에 대해 문의한 선거 공무원은 라틴계 이름(응답률 64.8%)보다 라틴계가 아닌 백인 이름(응답률 70.5%)에서 보낸 이메일에 응답할 가능성이 더 높았지만 응답 정확도는 전체에서 비슷했다. 여러 떼. 연구에서는 ID 요청 비율의 인종적 차이도 분석했다. 보스턴 시에서 실시한 2012년 연구에 따르면 2008년 선거에서 흑인과 히스패닉 유권자들이 신분증을 요구할 가능성이 더 높다. 출구 조사에 따르면, 백인의 23%, 흑인의 33%, 히스패닉의 38%가 신분증을 요구했지만, 이는 부분적으로 흑인과 히스패닉이 선거 공무원이 더 많은 신분증을 검사하는 한가한 투표 시간을 선호하기 때문이다. 선거구 차이는 또한 흑인과 히스패닉 유권자들이 흑인과 히스패닉 다수 선거구에서 투표하는 경향이 있기 때문에 데이터를 혼동시켰다. 2015년 연구에 따르면 조지아주가 엄격한 유권자 신분증법을 시행하기 시작한 이후로 조지아주 흑인의 투표율이 일반적으로 더 높았다. 2016년 캘리포니아 대학교 샌디에고 연구원의 연구에 따르면 유권자 ID 법은 예선 및 총선에서 히스패닉, 흑인 및 혼혈 미국인의 투표율에 차별적으로 부정적인 영향을 미친다.
옥스퍼드 대학교 경제학자 Evan Soltas와 스탠포드 정치학자 David Broockman의 연구에 따르면 유권자는 인종 차별적 취향에 따라 행동한다. Public Opinion Quarterly 의 2018년 연구에 따르면 백인, 특히 인종적 분노가 있는 사람들은 주로 오바마의 성공을 그의 인종에 기인한 것이지 후보로서의 그의 특성과 아프리카계 미국인의 정치적 선호도에 기인한 것이 아니다. American Politics Research 저널의 2018년 연구에 따르면 백인 유권자들은 소수 인종의 정치 후보를 객관적 지표가 제시하는 것보다 이데올로기적으로 극단적인 것으로 오인하는 경향이 있었다. 이것은 해당 후보자의 선거 기회에 부정적인 영향을 미쳤다. Journal of Politics 의 2018년 연구에 따르면 "백인 후보가 모호한 발언을 하면 많은 '흑인이 아닌' 유권자들이 자신의 정책 입장을 후보에게 투영하여 후보에 대한 지지도를 높인다. 그러나 그들은 흑인 후보자들에게 동일한 예의를 베풀 가능성이 적다. 사실 애매모호한 발언을 하는 흑인 남성 후보는 인종적으로 편견을 가진 유권자들에 의해 처벌을 받는다."
인종적인 코딩이 범죄와 복지와 같은 개념들에 사용되어 대중의 정치적인 견해에 전략적인 영향을 미치는 것이 주장되고 있다. 인종적 코딩은 암묵적인 것으로, 인종적 태도와 사고를 암시하기 위해 인종적으로 활성화된 언어나 이미지를 포함한다. 예를 들어 국내 정책의 맥락에서 1980년대에 론드 리건이 "특별 이익"과 "큰 정부"와 같은 개념들과 인식이 부정적으로 연결되어 있다는 것을 암시함으로써 소수 집단에 대한 편견을 이용하여 선거 기간 동안 특정 정책과 프로그램을 비하하는 데 사용되었다는 주장이 있다. Valentino가 정치 광고가 태도를 활성화하는 방식을 분석한 연구에서는, 조지 W. 부시 광고의 내레이션과 함께 서로 다른 내재된 인종적 단서를 포함하는 세 가지 유형의 시각 자극을 노출시킨 후 참가자들의 투표 응답을 비교한다. 이로써 중립, 인종 비교 및 자격이 없는 흑인의 세 가지 상황을 만들어 낸다. 예를 들어 내레이터가 "민주당은 귀하의 세금을 낭비하는 정부 프로그램에 돈을 쓰려고 한다"라고 말할 때, 비디오에는 사무실 분위기에서 검은 피부의 여성과 그녀의 아이의 이미지가 보인다. Valentino는 자격이 없는 흑인의 조건이 긍정적인 효과를 가장 크게 나타내며, 긍정적인 차별 조치와 복지 지출에 대한 반대와 같은 인종화된 정책에 영향을 미친다는 것을 발견했다.
버클리 캘리포니아 대학교 법학과 교수인 Ian Haney López는 인종 부호화 현상을 개-휘파람 정치 라고 부르며, 이는 중산층 백인 미국인들이 경제적 이기심에 반대하는 투표를 하도록 몰아붙였다고 주장한다. 합당하지 않은 소수자"가 자신의 비용으로 너무 많은 공적 지원을 받고 있다고 그들은 믿는다. López에 따르면 보수적인 중산층 백인들은 소수 민족이 강력한 경제적 이익에 의해 적이라고 확신하고 불법 이민을 억제하고 범죄를 단속하겠다고 약속한 정치인을 지지했지만 부주의하게도 다음과 같이 극도로 부유한 사람들에게 유리한 정책에 투표했다. 상위 소득 계층에 대한 세금 삭감, 기업에 산업 및 금융 시장에 대한 더 많은 규제 통제권 부여, 노조 와해, 미래 공무원에 대한 연금 삭감, 공립학교 자금 축소, 사회 복지 국가 축소. 그는 이 같은 유권자들이 1980년대 이후 인구의 상위 1%에게 막대한 부를 이전시킨 정책 의제와 그들의 삶에 영향을 미친 불평등 심화를 연결할 수 없다고 주장한다.
2020년 9월 도널드 트럼프의 전 변호사 마이클 코언이 발표한 책 Disloyal: A Memoir는 트럼프가 인종적 모욕으로 외국의 흑인 지도자들을 일상적으로 언급하는 것으로 묘사했으며 그가 버락 오바마에 대한 증오심에 사로잡혔다고 설명했다. 책에서 코헨은 "일반적으로 트럼프는 음악에서 문화, 정치에 이르기까지 모든 흑인들에 대해 낮은 의견을 표명했다"고 설명했다.

### 재산
미국에는 부의 인종적 차이가 크게 남아 있다. 백인과 아프리카계 미국인 사이의 격차는 20배다. 이 현상의 분석가인 브랜다이스 대학의 법률 및 사회 정책 교수인 Thomas Shapiro는 " 부의 격차는 단지 장점과 성취의 이야기가 아니라 미국에서 인종의 역사적 유산에 대한 이야기이기도 하다"라고 주장한다. 사회보장법 (당시에는 대부분의 흑인 노동자가 포함된 부문인 농업 노동자 제외), 군 장교에 대한 보상, 제2차 세계대전 후 귀환 군인에게 제공되는 교육 혜택에 차별이 적용됐다. 기존의 부의 격차는 임금 소득에 대한 투자에 대한 보상, 모기지 보조금, 민간 부문 개발자에게 보조금을 지급하는 세금 정책으로 인해 악화된다.
제품 시장에서의 인종 차별에 대한 2014년 메타 분석에서는 소수 민족 지원자들이 더 높은 제품 가격을 제시했다는 광범위한 증거를 발견했다.
역사적으로 아프리카계 미국인은 신용을 얻는 데 있어서 차별을 받아 왔다.

## 아프리카계 미국인

### 전쟁 전 기간

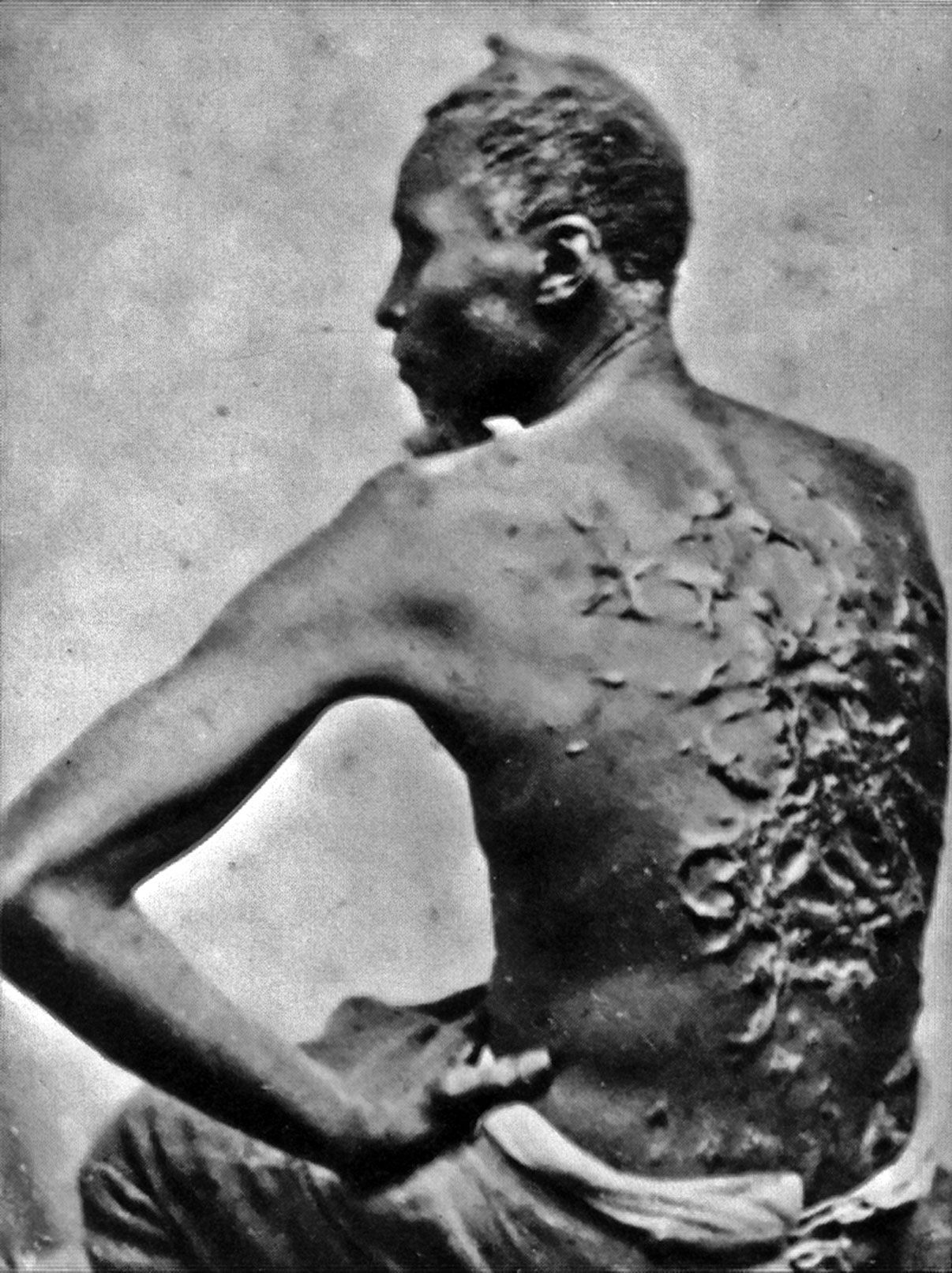
노예가 된 남자의 상처, 피터, 1863년 4월 2일, 루이지애나주 배턴루지

1626년에서 1860년 사이에 대서양 노예 무역은 470,000명 이상의 아프리카 노예를 현재의 미국으로 데려왔다. 노예 산업에 참여한 백인 유럽계 미국인들은 백인의 우월성과 흑인의 열등성에 대한 "과학적" 이론을 만들어냄으로써 흑인에 대한 경제적 착취를 정당화하려 했다. 그러한 노예 소유자 중 한 명은 토머스 제퍼슨이었고 "과학적 인종 차별의 진화에서 매우 중요한 단계"로 간주되는 흑인의 명백한 "열등성"을 결정하는 것은 과학에 대한 그의 요청이었다. 그는 흑인이 "몸과 마음의 자질에서 백인보다 열등하다"고 결론지었다.
1808년부터 미국으로의 노예 수입이 연방법에 의해 금지된 후 국내 노예 무역이 확대되어 이를 대체했다. 예를 들어 메릴랜드와 버지니아는 잉여 노예를 남부로 "수출"했다. 이러한 노예 판매는 많은 가족을 분리시키는 결과를 가져왔으며, 역사학자 아이라 베를린은 직접적으로 이주되거나 자신이나 가족이 무의식적으로 이동될 수 있다는 두려움을 가진 노예들에게 "대규모의 추방이 흑인들에게 정신적 외상을 가했다"고 기술했다.
1820년대와 1830년대 동안 미국 식민화 협회(American Colonization Society)는 라이베리아 식민지를 설립하고 많은 자유 흑인들을 그곳으로 이주하도록 설득했다. 북부와 남부에서 다수의 백인 엘리트들이 그들을 해결해야 할 문제로 여겨 이들을 떠나보내고자 했다.
노예제도에 반대했던 에이브러햄 링컨과 같은 인물조차도 깊게 뿌리박힌 인종차별적 태도를 보였다. 링컨은 1858년 9월 18일 일리노이 주 찰스턴에서 열린 제4차 링컨-도글러스 토론에서 다음과 같이 말했다: "나는 백인과 흑인의 사회 및 정치적 평등을 어떤 방식으로든 성취하고자 하는 것이 아니라는 것을 말할 것이다. 나는 흑인들을 유권자나 배심원으로 만들거나, 그들이 직위를 맡을 자격을 갖추게 하는 것에 찬성한 적이 없으며, 흑인과 백인 사이의 혼인도 허용하지 않으려고 한다. 또한, 나는 백인과 흑인 사이에 영원히 사회 및 정치적 평등의 조건으로 함께 생활할 수 없는 백인과 흑인 사이에 물리적 차이가 있으며, 그들이 함께 살아가는 한 우위와 열등의 관계가 유지되어야 한다고 말하고 싶다. 그리고 그들이 함께 있을 수 있는 한, 백인들에게 우위적인 위치를 할당하는 것에 대해 다른 사람들과 마찬가지로 나도 찬성하는 바다."
미국 남북 전쟁 도중과 직후에 약 400만 명의 노예가 된 아프리카계 미국인이 해방됐으며 주요 법적 조치는 1863년 1월 1일에 발효된 링컨 대통령의 노예 해방 선언과 미국 수정 헌법 제13조를 통해 1865년 12월에 노예 제도를 폐지했다.

### 재건 시대부터 제2차 세계대전까지

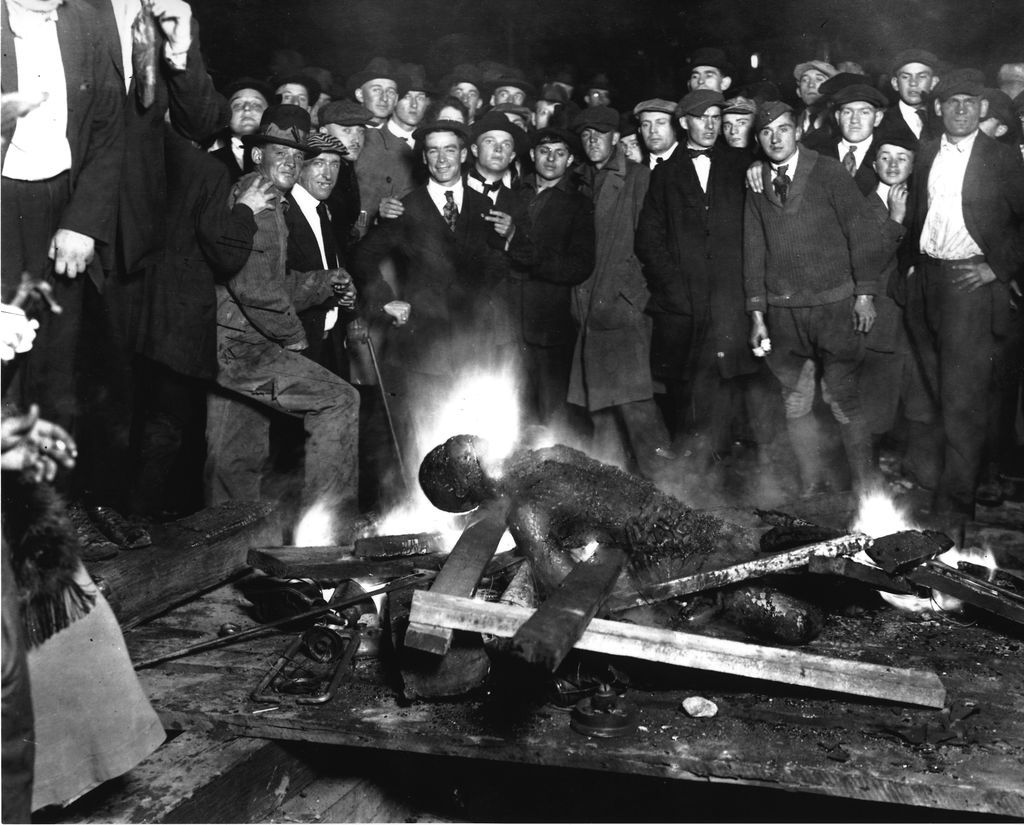
1919년 네브래스카주 오마하에서 열린 오마하 인종 폭동 동안 한 무리의 백인 남성이 흑인 린칭 희생자 윌 브라운의 시신을 절단하고 불태우기로 결정하기 전에 1919년 사진을 위해 포즈를 취한다. 린칭의 사진과 엽서는 미국에서 인기 있는 기념품이었다

미국 남북 전쟁 도중과 직후에 약 400만 명의 노예가 된 아프리카계 미국인이 해방됐으며 주요 법적 조치는 1863년 1월 1일에 발효된 링컨 대통령의 노예 해방 선언과 미국 수정 헌법 제13조를 통해 1865년 12월에 노예 제도를 폐지했다.
이에도 불구하고, 백인 우월주의자들은 쿠 클럭스 클랜(Ku Klux Klan), 레드 셔츠(Red Shirts), 화이트 리그(White League)와 같은 테러 그룹들의 도움을 받아 흑인 유권자들을 협박하여 모든 남부 주에서 권력을 장악했다. "블랙 코드"와 짐 크로 법은 시스템적이고 차별적인 인종적 격리 정책을 도입하여 아프리카계 미국인들의 투표권 및 다른 시민 자유를 박탈했다. 인종 차별적인 시설은 백인 전용 학교에서 백인 전용 묘지까지 이어졌다. 혼인 및 백인과 비백인 간의 성관계까지 금지하는 혼인 금지법도 있었다.
새로운 세기에는 미국에서 아프리카계 시민에 대한 제도화된 인종주의 와 법적 차별이 강화됐다. 남북전쟁 이후에는 기존의 사회 질서를 공고히 하기 위해 인종 계층화가 비공식적이고 체계적으로 시행됐다. 그들의 투표는 수정헌법 15조에 의해 보장됐지만, 인두세, 린칭 (종종 쿠 클럭스 클랜과 같은 증오 단체에 의해 자행됨)과 같은 만연한 테러 행위 , 조부 조항 과 같은 차별적 법률로 인해 흑인 미국인들은 대부분의 남부 주에서 선거권을 박탈 당했다. 법적인 인종차별에 대응하여 항의 및 로비스트 그룹이 등장했으며, 특히 1909년에 NAACP (유색 인종 발전을 위한 전국 협회)가 등장했다
이 시기는 종종 미국 인종관계의 최악기로 불리며, 인종차별주의, 인종 격리, 인종 차별, 백인 우월주의 표현이 모두 증가했다. 흑인에 대한 반흑피 폭력 역시 증가했으며, 이는 1906년의 애틀랜타 인종 폭동, 1919년의 일레인 학살, 1921년의 털사 인종 학살, 1922년의 페리 학살, 그리고 1923년의 로즈우드 학살과 같은 인종 폭동을 포함했다. 프랑스 신문 Le Petit Journal은 애틀랜타 폭동을 "흑인들의 인종적 학살"로 묘사했다. 찰스턴 뉴스 앤드 쿠리어(News and Courier)는 애틀랜타 폭동에 대해 다음과 같이 썼다: "인종 간 분리는 이 나라에서 흑인 문제에 대한 근본적인 해결책이다. 이에 대해 새로운 것은 없다. 이것은 만능의 하나님이 인종들의 거주 경계를 정한 것이다. 흑인들은 억압되어 여기로 끌려왔으며, 설득으로 여기를 떠나도록 유도되어야 한다."
또한, 이민대유동이라고 불리는 수백만 명의 아프리카계 미국인들이 1910년부터 1970년까지 미국 남부의 농촌지에서 북부와 서부의 산업 중심지로 이주한 것을 계기로, 이전에 주로 미국 남부에서 존재하는 문제로 여겨졌던 인종차별주의가 전국적인 의식에 떠오르게 됐다.

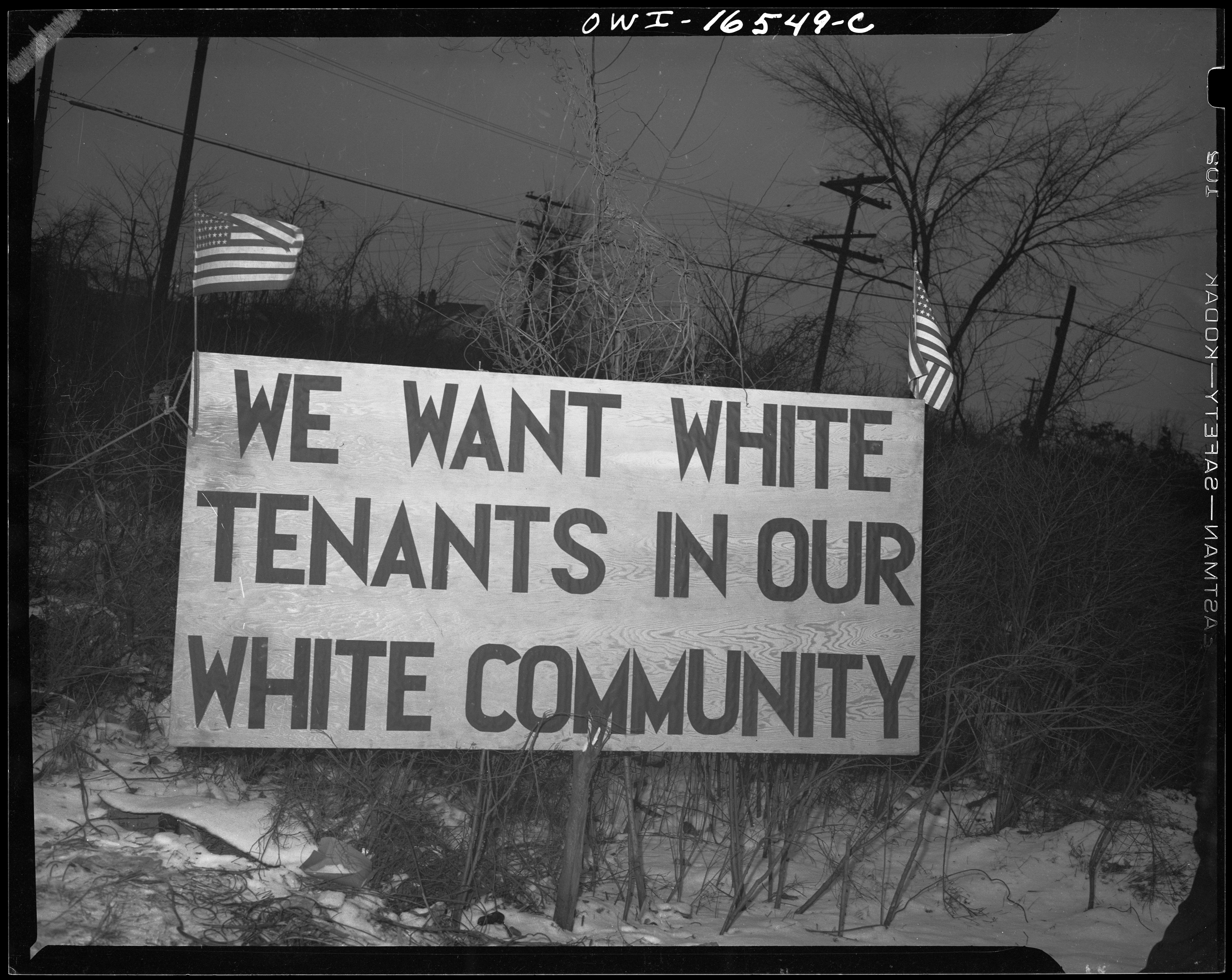
흑인들이 주택 프로젝트 에 들어오는 것을 막으려는 백인 세입자들이 이 표지판을 세웠다. 1942년 디트로이트.

1912년에 선출된 우드로 윌슨(Woodrow Wilson) 대통령은 연방 정부 관료 조직 전반에 걸쳐 인종 분리 관행을 승인했다 . 제1차 세계 대전 에서 미군에 복무했던 흑인들은 분리된 부대 에서 복무했다. 흑인 군인들은 종종 훈련과 장비가 부족했으며 종종 최전선에 배치되어 자살 임무를 수행해야 했다. 미군은 제2차 세계 대전 중에 여전히 심하게 분리되어 있었다. 게다가 전쟁 중 어떤 아프리카계 미국인도 명예 훈장을 받지 못했고, 때때로 기차를 타고 여행하는 흑인 군인들은 나치 전쟁 포로들에게 자리를 양보해야 했다.

### 제2차 세계대전에서 시민권 운동까지

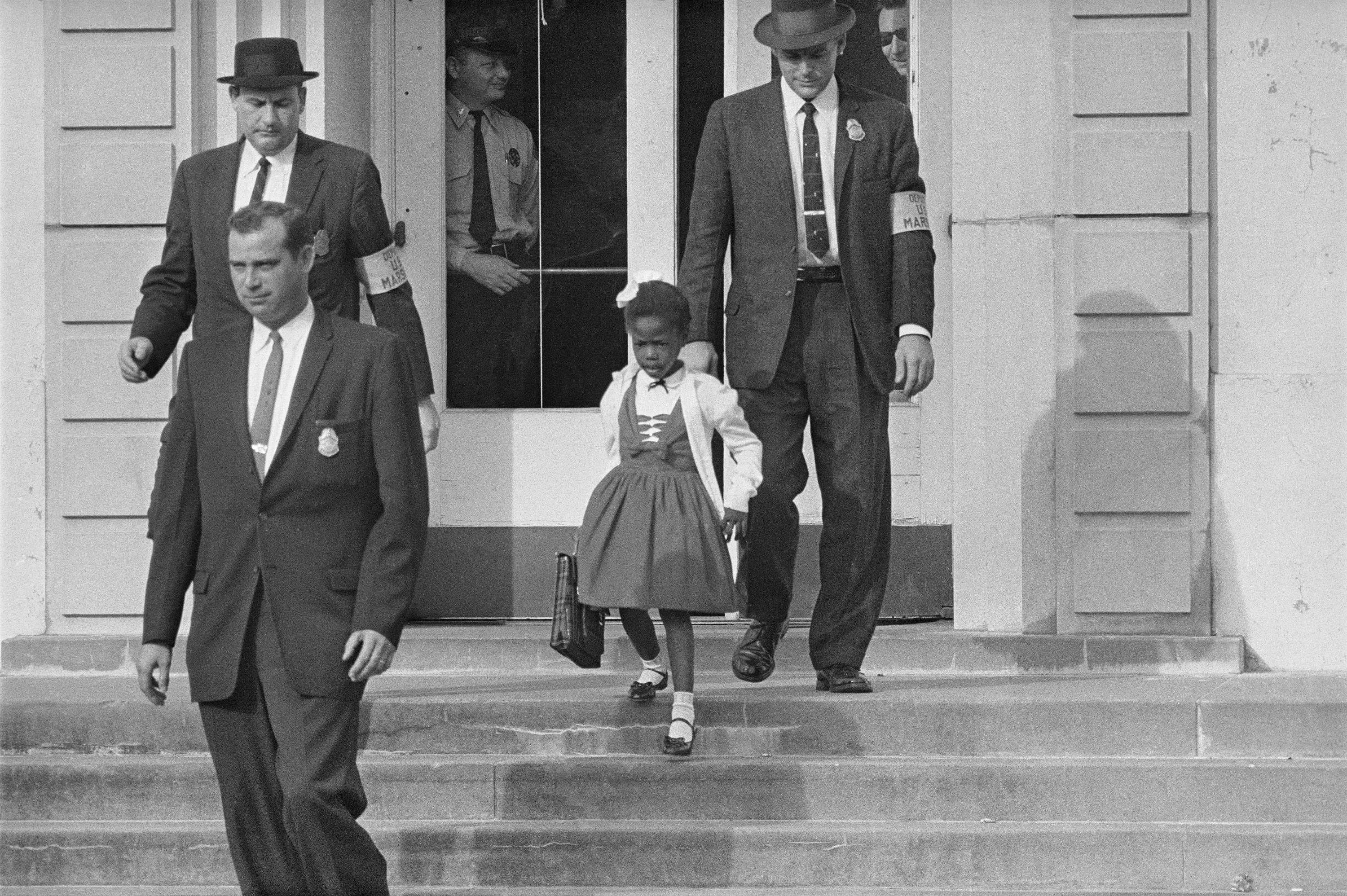
그녀에 대한 위협과 폭력으로 인해 미 보안관은 1960년 뉴올리언스에 있는 당시 백인 전용이었던 William Frantz 초등학교까지 6세의 Ruby Bridges를 에스코트했다. Bridges가 학교에 들어오자마자 백인 부모들은 아이들을 끌어냈다.

1912년에 선출된 우드로 윌슨 대통령은 연방 정부 관료 조직 전반에 걸쳐 인종 분리 관행을 승인했다 . 제1차 세계 대전에서 미군에 복무했던 흑인들은 분리된 부대 에서 복무했다. 흑인 군인들은 종종 훈련과 장비가 부족했으며 종종 최전선에 배치되어 자살 임무를 수행해야 했다. 미군은 제2차 세계 대전 중에 여전히 심하게 분리되어 있었다. 게다가 전쟁 중 어떤 아프리카계 미국인도 명예훈장을 받지 못했고, 때때로 기차를 타고 여행하는 흑인 군인들은 나치 전쟁 포로들에게 자리를 양보해야 했다.
갈수록 심해지는 차별과 폭력에 맞서 비폭력 시위가 일어나기 시작했다. 1960년 2월에 시작된 Greensboro 연좌 농성은 학생 비폭력 조정 위원회의 구성에 기여했다. 행진과 보이콧을 포함한 많은 연좌 및 기타 비폭력 시위 이후, 장소는 분리 해제에 동의하기 시작했다.

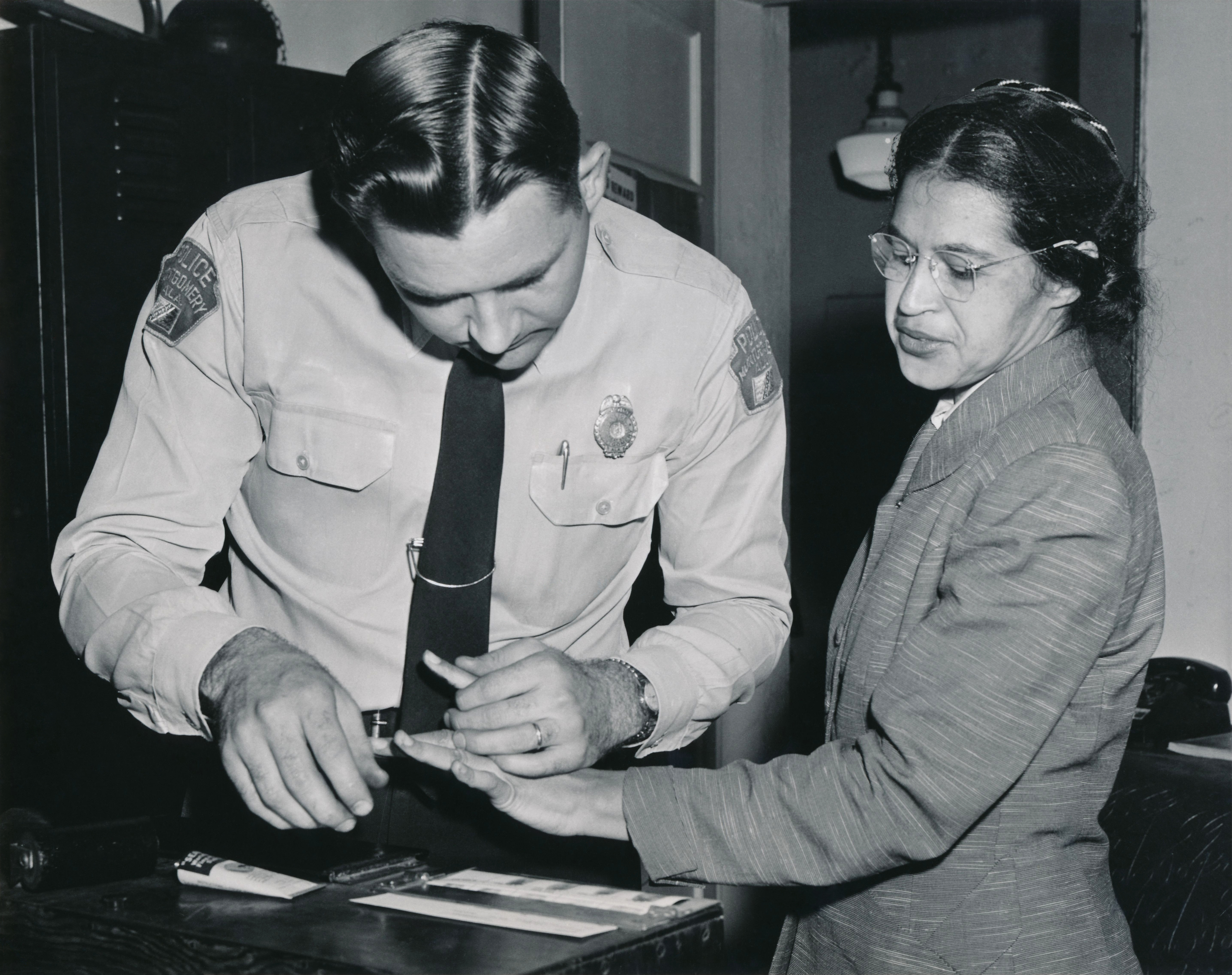
버스에서 백인에게 자리를 양보하지 않아 체포된 로자 파크스가 지문 채취를 당하고 있다.

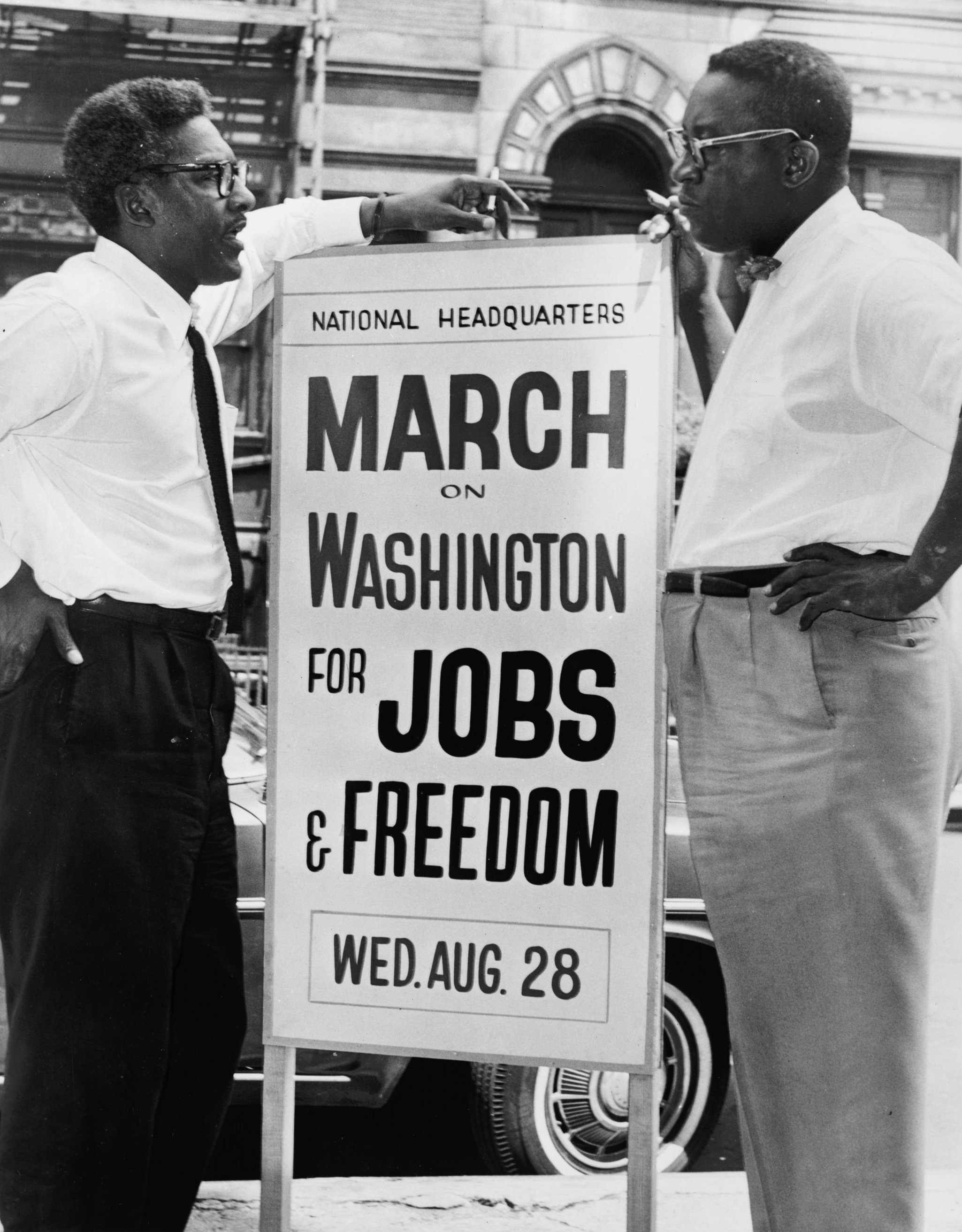
1963년 8월 7일 행진의 조직자인 베이어드 러스틴 (왼쪽)과 클리블랜드 로빈슨 (오른쪽)

1963년 8월 28일 약 250,000명의 흑인과 백인 참가자가 참여한 직업과 자유를 위한 워싱턴 행진은 마틴 루터 킹 주니어가 역사적인 "I Have a Dream" 연설을 함으로써 민권법과 1965년 투표권법의 통과를 촉진하는 데 도움이 되었다. 러빙 대 버지니아 사건 (1967)에서 대법원은 여성혐오 금지법이 위헌이라고 선언했다.
Jim Crow 법률이 사라진 후에도 인종차별이 계속됐다. 주택 가격과 통합에 대한 태도에 대한 데이터는 20세기 중반에 백인들이 집단적으로 행한 행동으로 인해 인종적 분리가 흑인들을 이웃에서 배제하기 위한 결과였음을 시사한다. 분리는 또한 레드라이닝의 형태를 취했는데, 이는 은행, 보험, 직업에 대한 접근, 의료 서비스에 대한 접근, 또는 심지어 슈퍼마켓과 같은 서비스 비용을 특정 지역 거주자에게 거부하거나 증가시키는 관행이다. 이 관행은 먼저 1968년에 제정된 공정주거법(Fair Housing Act)을 통해 대응되었으며(이 법은 인종, 종교, 성별, 가족 형태, 장애, 민족 출신을 기준으로 레드라이닝이 이루어지지 않도록 규정함), 이후 1977년의 지역사회 재투자법(Community Reinvestment Act)을 통해 은행들이 모든 지역에 동일한 대출 기준을 적용하도록 요구됐다. 비록 레드라이닝은 불법이지만, 일부는 다른 형태로 여전히 존재한다고 주장한다.
1940년대까지 "흑인 시장"이라고 불리는 것의 완전한 수익 잠재력은 백인에 초점을 맞춘 광고로 인해 미국의 백인 소유 제조업체에 의해 대체로 무시됐다. 올림픽 챔피언 Jesse Owens 를 포함한 흑인들 또한 상업적 거래가 거부됐다. Owens와 해티 맥대니얼과 같은 유명한 흑인들은 그들의 업적을 축하하는 행사에서도 굴욕적인 대우를 받아야 했다.
1950년대와 1960년대에 시민권운동과 Jim Crow 법률의 철거가 미국 남부지역의 많은 지역에서 기존의 인종간 긴장을 심화시키는 동안, 공화당은 백인 유권자들의 정치 지지를 얻기 위해 남부전략(Southern strategy)이라는 선거 전략을 추진했다. 이 전략은 아프리카계 미국인들에 대한 인종차별에 호소함으로써 남부의 백인 유권자들 사이의 정치적 지지를 높이는 것이 목표였다. 대통령 후보 리처드 닉슨과 상원의원 배리 골드워터와 같은 공화당 정치인들은 전통적으로 공화당보다 민주당을 지지했던 남부의 많은 백인 보수 유권자들의 정치적 재편성에 성공적으로 기여한 전략을 개발했다. 1971년에는 닉슨과 로날드 레이건이 녹음된 전화 대화에서 아프리카인들에 대한 인종적 편견을 드러내었으며, 다른 통화에서는 백악관 직원들과의 대화에서 닉슨이 아프리카계 미국인들에 대해 "우리는 이 작은 악동 아이들을 $2,400의 복지수당으로 더 많이 등록시킬 것"이라 언급했다.

### 1970년대 ~ 2000년대

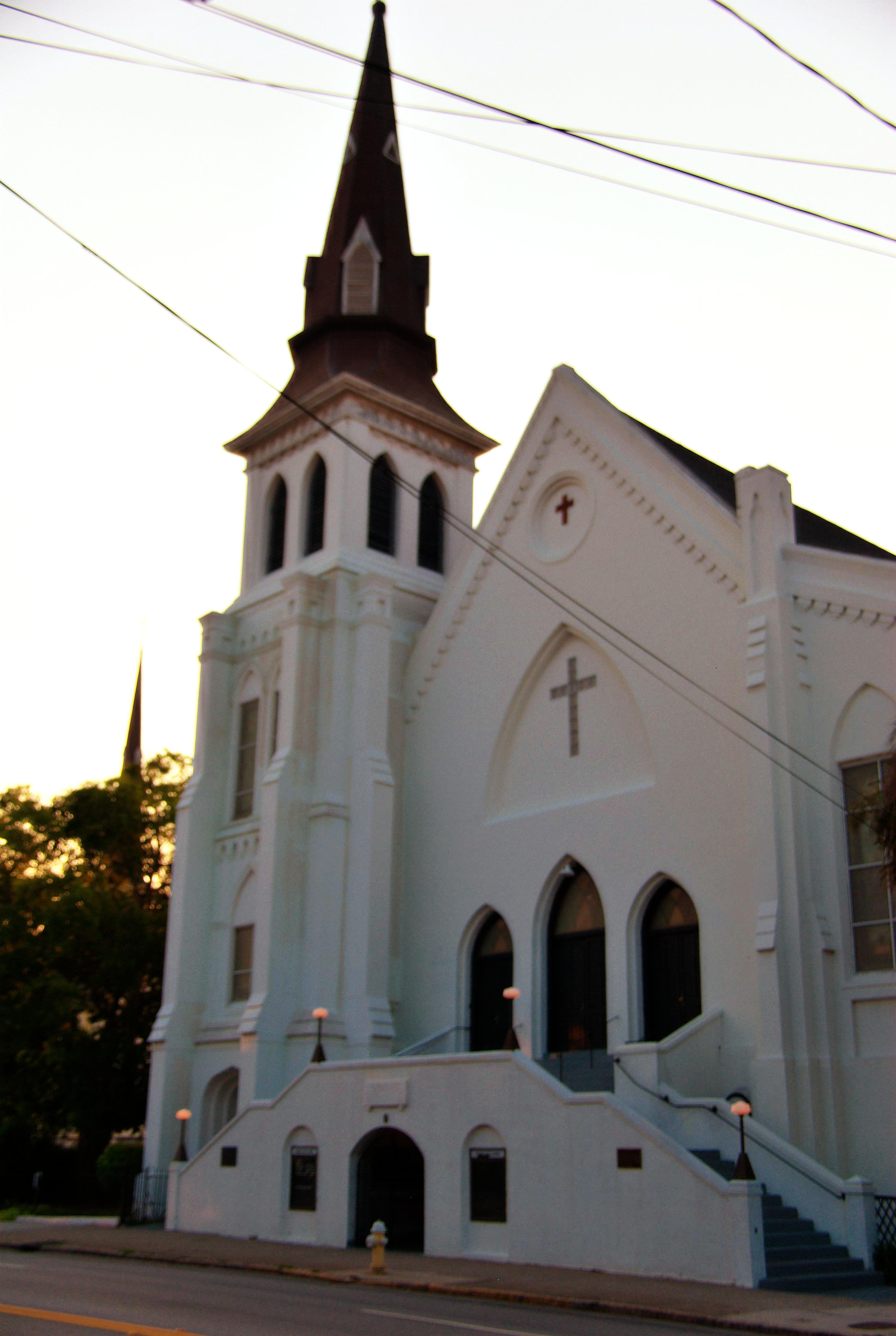
2015년 찰스턴 교회 총기 난사 사건으로 목사를 포함해 흑인 신자 9명이 백인 남성에 의해 살해되었다. 1817년에 설립된 이 교회는 남부에서 가장 오래된 AME 교회이다.

이후 수십 년 동안 중산층의 발전과 공공 고용을 통해 상당한 이득을 얻었지만 탈산업화의 맥락에서 흑인 빈곤 과 교육 부족은 계속됐다.
1981년부터 1997년까지 미국 농무부는 수만 명의 흑인 농부들을 차별했으며, 유사한 상황에 있는 백인 농부들에게 제공되는 대출을 거부했다. 차별은 Pigford v. National Black Farmers Association 회원이 제기한 Glickman 소송으로 $1.06의 두 건의 합의가 이루어졌다. 1999년에는 10억 달러, $1.25 2009년 10억.
수많은 작가, 학자 및 역사가들은 마약과의 전쟁이 인종적, 정치적 동기가 있다고 주장했다. 로널드 레이건 대통령은 1982년 10월 마약과의 전쟁을 발표했다. 몇 년 후, 크랙 전염병은 1980년대 중반에 전국적으로 확산되어 의회가 1986년 마약 남용 방지법을 통과시켰다. 이러한 양형 지침에 따라 아프리카계 미국인이 자주 판매하는 크랙 코카인 5g은 의무적으로 5년 징역형을 선고받았다. 그러나 종종 백인 미국인들이 판매하는 분말 코카인의 경우 같은 양의 100배 또는 500g이 소요되어 많은 사람들이 법이 차별적이라고 비판하게 됐다. 100:1의 양형 격차는 공정한 양형법 에 의해 2010년 18:1로 축소됐다.
1980년대와 1990년대에 경찰과 소수자 커뮤니티 간의 오랜 인종적 긴장과 관련된 여러 폭동이 발생했다. 그 중 하나는 1992년 로스앤젤레스 폭동으로, 거의 전원이 백인으로만 구성된 배심원단이 흑인 운전자 로드니 킹을 구타한 혐의로 로스앤젤레스 경찰 4명에게 무죄를 선고한 후였다. 할렘에 본부를 둔 숌버그 흑인 자료 도서관의 소장인 Khalil Gibran Muhammad 는 1935년 이후 미국에서 100건 이상의 대규모 인종 폭력 사례를 확인했으며 거의 모든 사례가 경찰 사건으로 촉발되었다고 언급했다.
흑인 교회에 대한 폭력은 계속되고 있다. 1990년대에 남부 전역의 교회에 145건의 화재가 발생했으며 2015년에는 사우스캐롤라이나주 찰스턴의 이매뉴얼 아프리칸 감리교회에서 대량 총격 사건이 발생했다.

### 2008년부터 현재까지

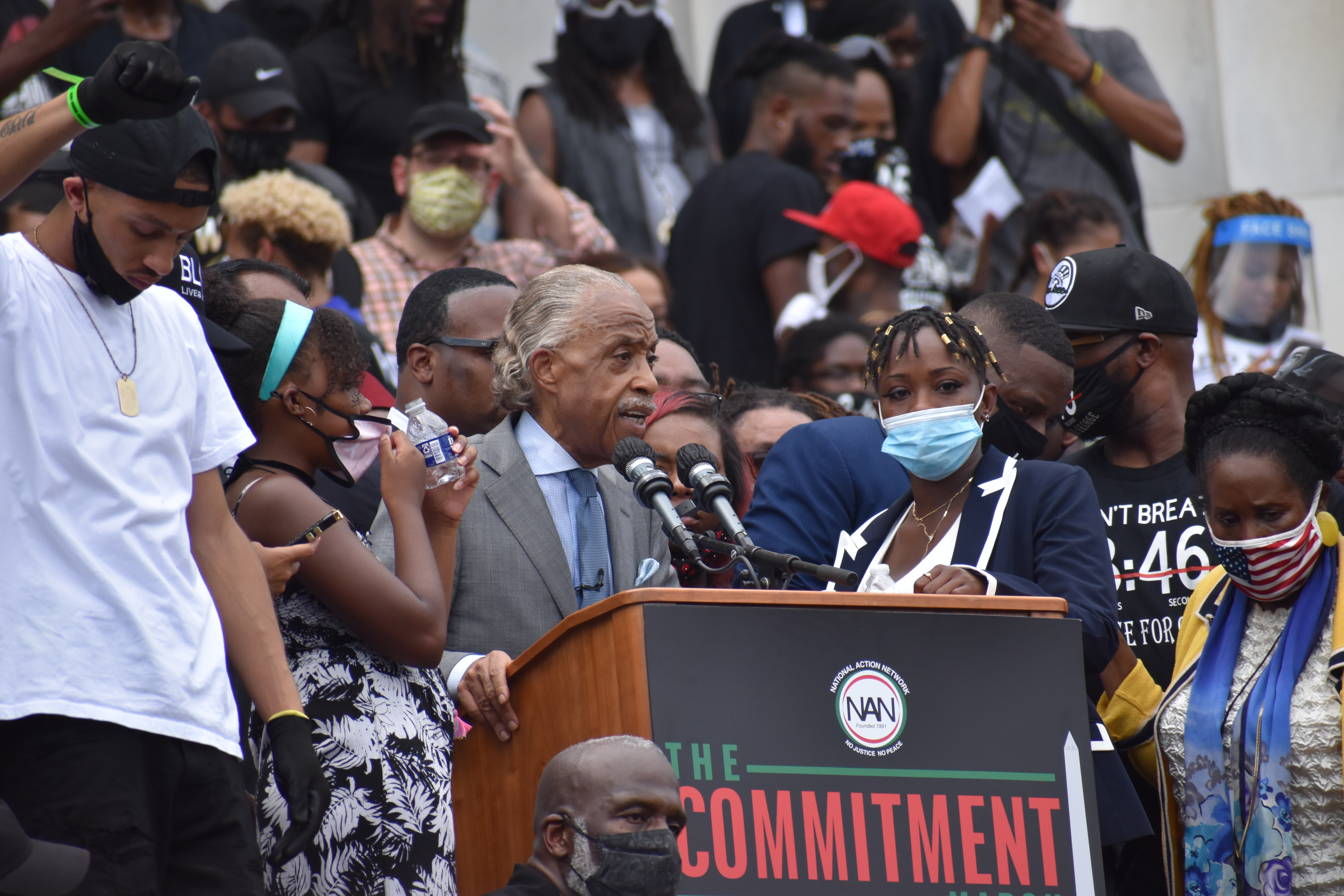
2020년 8월 Commitment March: Get Your Knee Off Our Necks 에서 연설하는 앨 샤프턴 목사

일부 미국인들은 미국 최초의 흑인 대통령이었던 버락 오바마의 대통령 선거를 국가가 새로운 탈인종 시대 에 접어들었다는 신호로 보았다. 그러나 2016년 도널드 트럼프 대통령의 당선은 많은 사람들이 인종주의적이거나 인종적으로부터 비롯된 언사와 행동의 역사를 가진 버더 운동의 주요 지지자였기 때문에 바라볼 때 인종주의적 반발의 표시로 여겨졌다. 2010년대 중반 동안 미국 사회는 높은 수준의 인종 차별과 차별이 부활하는 것을 목격했다. 한 가지 새로운 현상은 대안우파 운동의 부상이었다. 미국에서 성적 및 인종적 소수자를 추방하려는 백인 민족주의 연합이다. 2010년대 중반부터 국토안보부와 연방수사국은 백인 우월주의적 폭력을 미국 국내 테러의 주요 위협으로 규정했다.
사회학자 Russ Long은 2013년에 특정 인종을 특정 특성과 연관시키는 더 미묘한 인종 차별이 있다고 말했다. Katz와 Braly가 수행한 1993년 연구에서 "흑인과 백인은 서로에 대해 다양한 고정관념을 갖고 있으며 종종 부정적"이라고 제시됐다. Katz와 Braley의 연구는 또한 아프리카계 미국인과 백인이 서로를 위협적이라고 식별하는 특성을 보고 있으며, 둘 사이의 인종 간 의사소통은 "주저하고, 내성적이며, 숨기는" 경향이 있음을 발견했다.
Black Lives Matter 운동은 2012년 아프리카계 미국인 십대 트레이본 마틴을 살해한 한 남자가 무죄 판결을 받은 후 2013년에 시작됐다.
2017년 8월에 유엔 인종차별철폐위원회가 미국과 그 지도부에게 희소식을 전하였다. 그 내용은 백인 민족주의자, 백인 우위주의자, 클랜원, 신나치 등 다양한 우익 민병대가 주최한 시위 도중 발생한 찰떡스무리의 폭력에 이어 미국과 그 지도부가 "명백하고 절대적으로" 인종주의적인 언사와 범죄를 규탄해야 한다는 것이었다.

## 북미 원주민

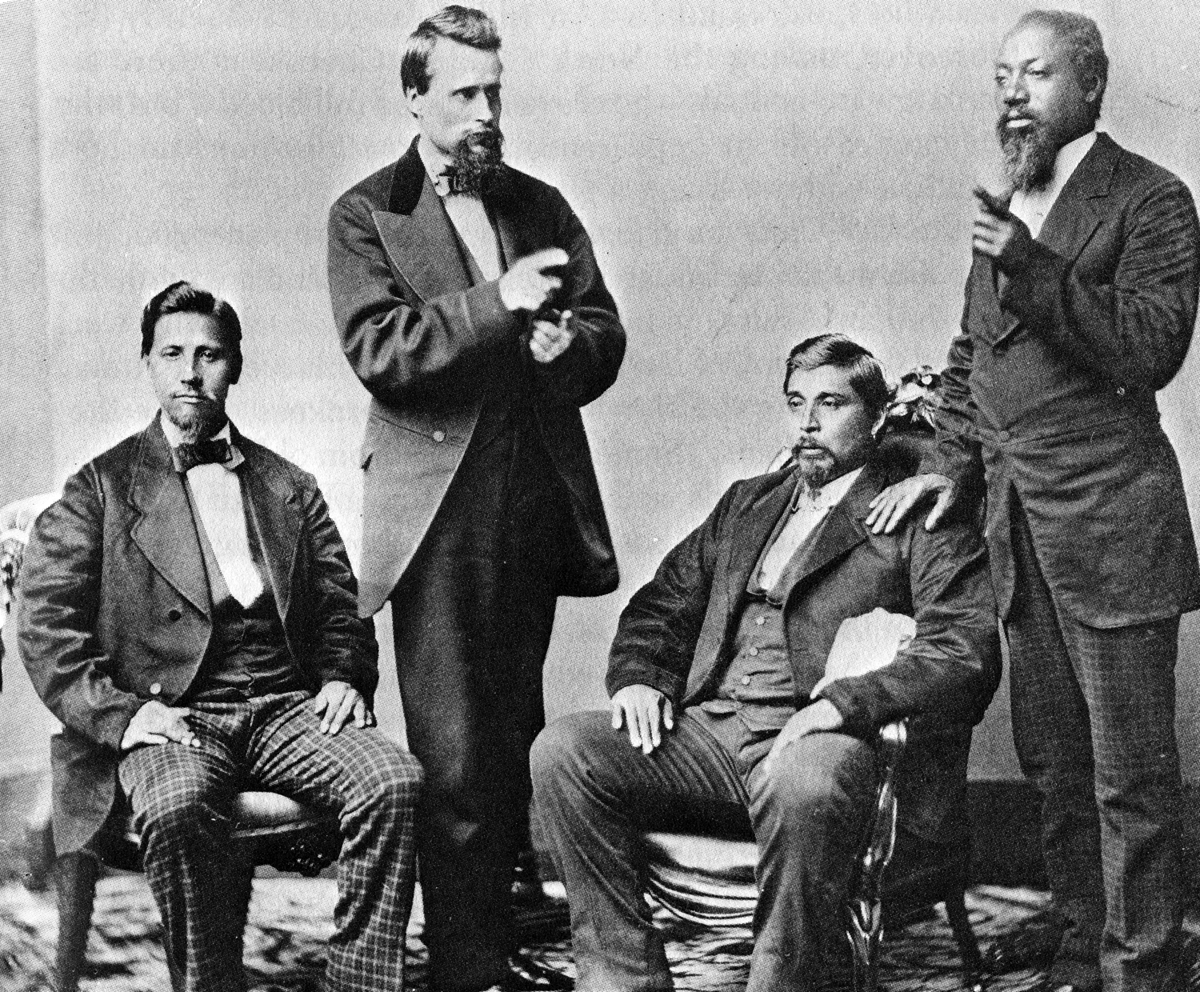
1877년경 오클라호마주에 있는 Muscogee(Creek) Nation 의 구성원들.

아메리카 원주민은 최소 10,000년 동안 북미 대륙에 거주했으며 수백만 명의 아메리카 원주민이 유럽 식민지 이전의 현대 미국을 구성하는 지역에 살았다. 미국 역사의 식민지 시대 동안과 그 이후에 백인 정착민들은 아메리카 원주민을 이주시키고 그들의 땅을 식민지화하기 위해 아메리카 원주민과 일련의 긴 전쟁을 벌였다. 많은 아메리카 원주민이 이 전쟁의 결과로 노예가 되었고, 나머지는 백인 정착민의 문화에 강제로 동화됐다.
19세기에는 특정 원주민 민족을 강제로 이주시키는 열망이 확산됐다. 그러나 일부 원주민들은 자발적으로 또는 그들에게 허용된 바에 따라 자신들의 땅에 남을 선택하였고, 결과적으로 이들은 이주를 피했지만 이후 연방 정부는 인종주의적인 방식으로 그들을 대우했다. 미시시피에 사는 초크토 원주민들은 1849년에 자신들의 상황을 "우리는 우리의 거주지가 파괴되고 불에 태워지며, 우리의 울타리가 파괴되고, 우리의 밭에 들어온 가축이 있으며, 우리 자신은 매로 때리고, 수갑을 채우고, 족쇄를 채우며 그 밖에도 개인적으로 학대받아 왔다. 그런 학대로 인해 우리 가장 우수한 사람들 중 일부가 사망했다"고 묘사하였다. 찰스 허드슨에 따르면, 조지아에서 미시시피로 이주한 조셉 B. 코브는 초크토 원주민들을 "전혀 고귀함이나 덕행이 없다"며, 특히 원주민 아프리카인들을 더욱 흥미롭고 감탄할 만하다고 묘사하며, 빨간 인디언보다 모든 면에서 우월하다고 설명하였다. 그가 가장 잘 알고 있던 초크토와 치카소 인디언은 경멸할 만하다고 여겨졌으며, 즉 흑인 노예들보다 더욱 나쁘다는 것이다.

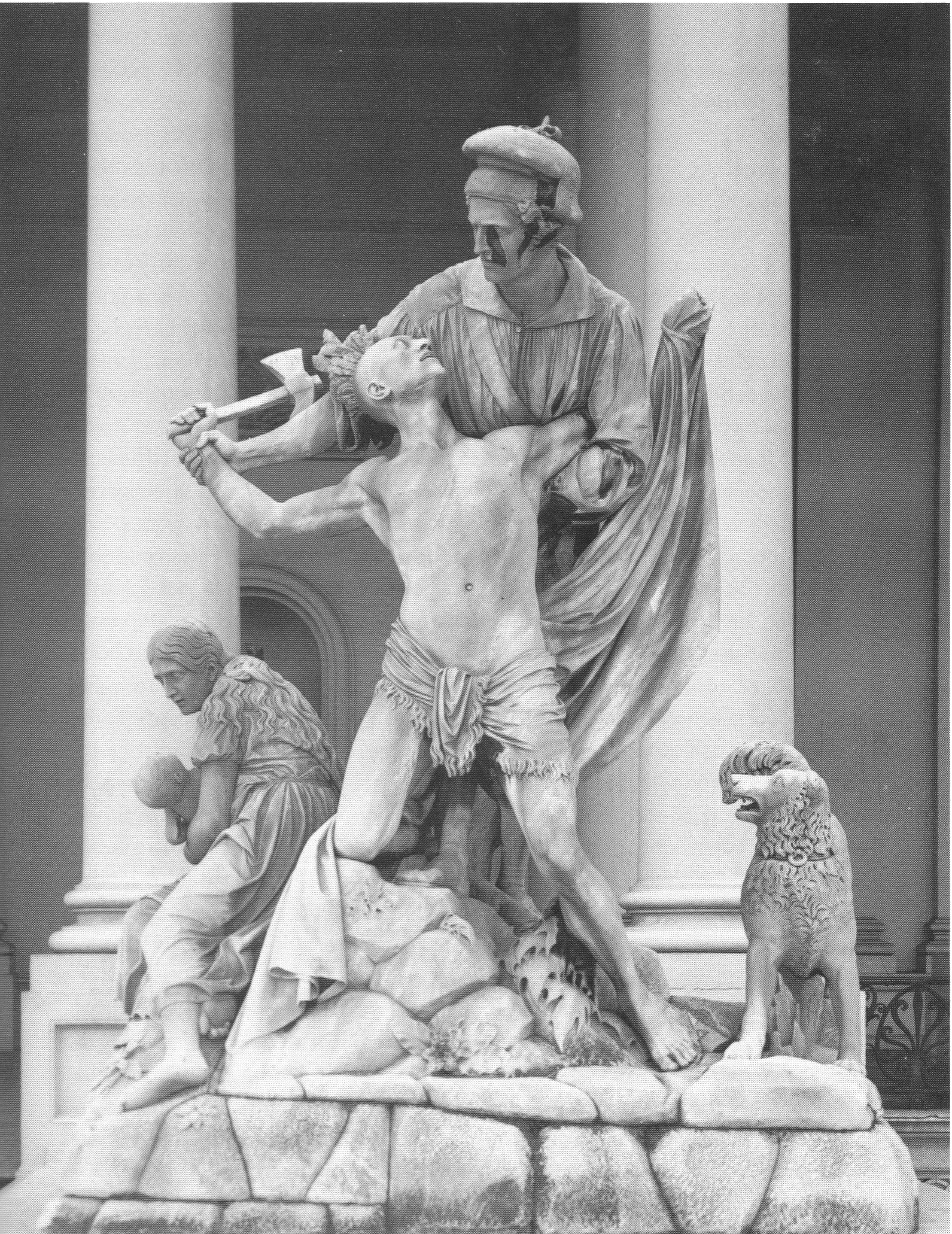
구조 조각상은 1853년에서 1958년 사이에 미국 국회의사당 건물 밖에 서있었다. 미국 정부의 의뢰로 조각가인 Horatio Greenough는 "야만적인 부족에 대한 백인의 승리에 대한 생각을 전달하기 위한 것"이라고 썼다.

1800년대에 미국이 북미 대륙의 해안에서 해안으로 확장될 운명이라는 견해를 가진 명백한 운명과 같은 이데올로기는 아메리카 원주민에 대한 미국의 공격과 학대를 부채질했다. 1830년 인디언 이주법(Indian Removal Act)이 제정되기까지 몇 년 동안 백인 정착민과 아메리카 원주민 사이에 많은 무력 충돌이 있었다. 원주민 정복과 정복에 대한 정당성은 아메리카 원주민이 "무자비한 인디언 야만인"( 미국 독립 선언서에 설명된 대로)이라는 고정관념에서 비롯되었다. The Guardian 의 Sam Wolfson은 "선언문의 통과는 종종 미국 건국의 토대가 된 토착 미국인에 대한 비인간적 태도를 요약한 것으로 인용되었다."라고 썼다. 인디언 컨트리 투데이( Indian Country Today) 의 문화 편집자 사이먼 모야-스미스(Simon Moya-Smith)는 "우리 국민을 혐오스럽고 인종차별적인 방식으로 지칭하는 명절은 확실히 축하할 가치가 없다. 7월 4일은 우리의 회복력, 우리의 문화, 우리의 언어, 우리의 아이들을 축하하고 미국 제국주의의 결과로 죽은 수백만, 말 그대로 수백만의 토착민들을 애도하는 날이다."
마틴 루터 킹 주니어의 책인 《우리가 기다릴 수 없는 이유》에서 그는 다음과 같이 썼다: "우리 나라는 원주민이라는 오리지널 아메리칸이 열등한 인종이라는 도덕을 수용한 때문에 대량 학살로 태어났다." 861년, 미네소타 주 맨카토(Mankato)의 주민들은 "미네소타에서 모든 원주민을 제거하는" 목표를 가지고 숲의 기사단(Knights of the Forest)을 창립했다. 1848년에 일어난 캘리포니아 골드러시는 원주민 수천 명의 사망을 초래한 악명 높은 사건 중 하나였다. 캘리포니아에서 멕시코 지배 아래에서 백인 엘리트들에 의한 사실상의 노예 제도에 따라 인디언들은 강제로 노예화되었다. 1850년에 캘리포니아가 자유주(슬레이브를 허용하지 않는 주)로서 공식적으로 연방에 편입되었지만, 인디언 계약 노예 제도는 캘리포니아 입법부에 의해 1863년까지 금지되지 않았다. 1864년 미국 정부의 나바호 인디언 추방 사건에서 9,000명의 나바호 인디언이 본따 레돈도(Bosque Redondo) 인터먼트 캠프로 강제 이주시켜졌으며, 이후 4년 동안 무장 경비원 아래에서 최대 3,500명의 나바호와 메스칼레로 아파치 인디언 남녀와 어린이들이 기아와 질병으로 사망했다.

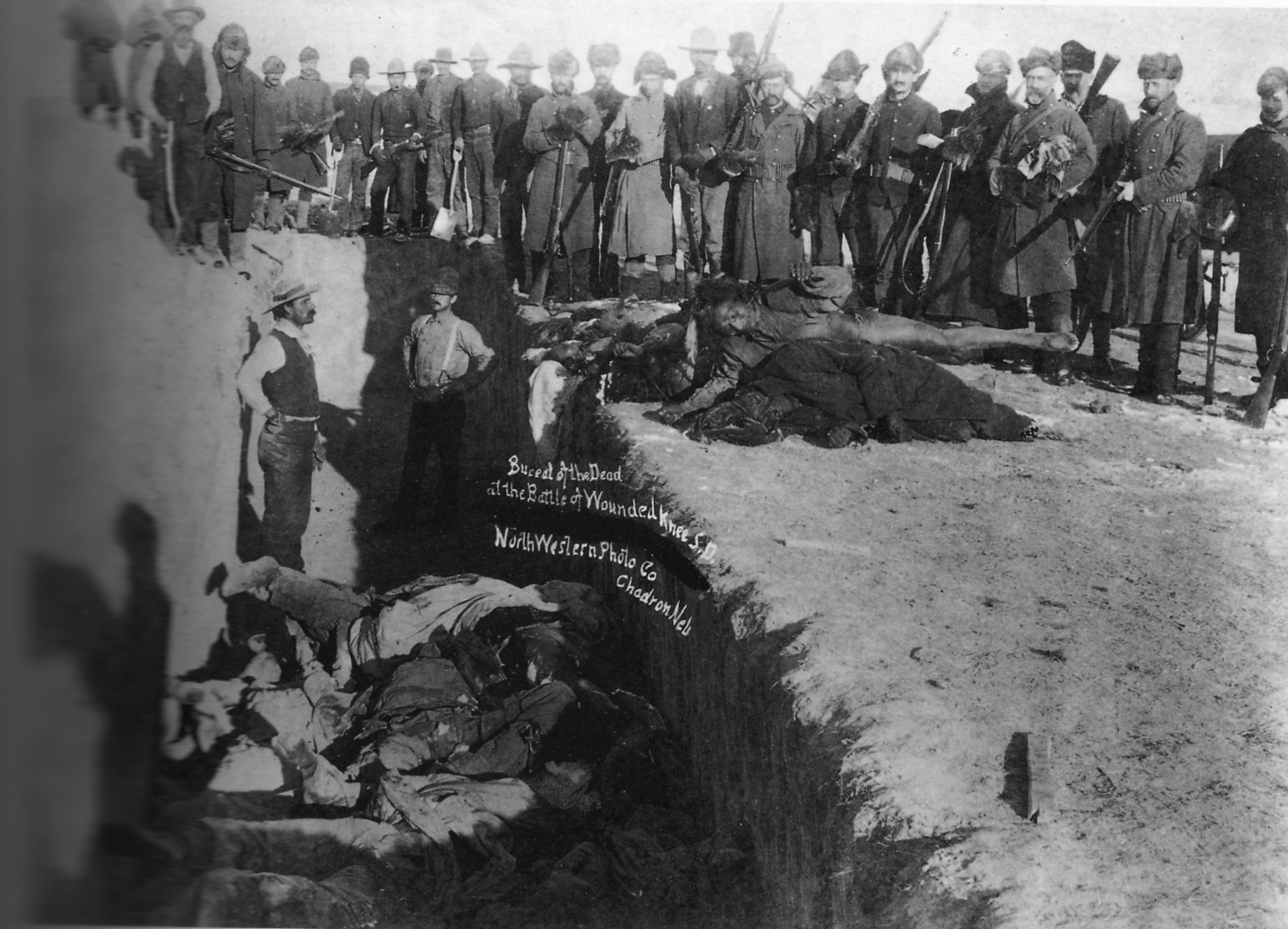
Wounded Knee 대학살 이후 죽은 Lakota의 대량 무덤. Oglala Lakota 족장인 목격자 American Horse는 "사람들의 꿈이 그곳에서 죽었다. 아름다운 꿈이었어 ... 국가의 희망이 부서지고 흩어졌습니다. 더 이상 중심이 없고 신성한 나무는 죽었습니다."

서부 평원의 아메리카 원주민 국가들은 대개 인디언 전쟁을 통해 19세기 내내 미국과의 무력 충돌을 계속했다. 이 시기에 주목할 만한 분쟁으로는 다코타 전쟁, 그레이트 수 전쟁, 뱀 전쟁, 콜로라도 전쟁이 있다. Wounded Knee 대학살에 이르기까지 몇 년 동안 미국 정부는 계속해서 라코타족의 땅을 점령했다. 사우스다코타주 운디드니에 있는 노던 라코타 보호구역에서 행해진 나니사나흐 의식은 미군이 라코타족을 진압하려는 시도로 이어졌다. 이 춤은 아메리카 원주민의 고통을 덜어주기 위해 메시아의 귀환을 알리고 그들이 의로운 삶을 살고 유령 춤을 제대로 추면 유럽계 미국인 침략자들이 사라질 것이라고 약속한 Wovoka 가 설립한 종교의 일부였다. 1890년 12월 29일 운디드니에서 총성이 터져 미군이 300명에 이르는 인디언을 죽였는데 대부분 노인, 여성, 어린이였다.
1890년 원디드 니 사건 주변 기간에 작가 L. 프랭크 밤은 원주민에 대해 두 편의 사설을 썼다. 라코타 수와족 신성한 인물 시팅 불이 살해된 지 다섯 날 후에 밤은 "이 광활한 초원의 원주민 원주민의 자랑스러운 영혼은 흉포하고 피투성이 전쟁을 거쳐 세세에 걸쳐 상속받은 것으로부터 남아있었다. 시팅 불의 몰락과 함께 붉은 인디언의 고귀함은 사라져버렸으며, 남은 소수의 인디언들은 자신들을 때리는 손을 핥는 허무망덕한 개떼일 뿐이다. 정복의 법과 문명의 정의에 의해 백인들은 미국 대륙의 주인이며, 적은 수의 남은 인디언들이 완전히 제거되면 이민지의 안전이 확보될 것이다. 왜 멸망시키지 않을까? 그들의 영광은 사라져버렸으며, 그들의 정신은 꺾였으며, 그들의 남성성은 지워져버렸다. 그들이 비참한 불쌍한 존재가 되는 것보다 죽는 게 낫다."라고 썼다. 1890년 12월 29일의 대학살 이후에는 밤은 "파이오니어는 우리의 안전은 인디언의 완전한 멸종에 달려 있다고 선언했다. 몇 세기 동안 그들에게 잘못을 행하였으므로, 우리의 문명을 보호하기 위해 하나의 더 큰 잘못을 저지르고, 이들 야생의, 길들일 수 없는 생명체를 대지에서 지워버리는 것이 더 좋을 것이다. 이것이 우리의 정착민과 무능한 지휘하에 있는 군인들의 안전을 위한 것이다. 그렇지 않으면, 우리는 과거와 같이 미래의 해가 레드스킨들과의 문제로 가득찬 것으로 기대할 수 있다."라고 썼다.

### 아메리칸 인디언 기숙 학교

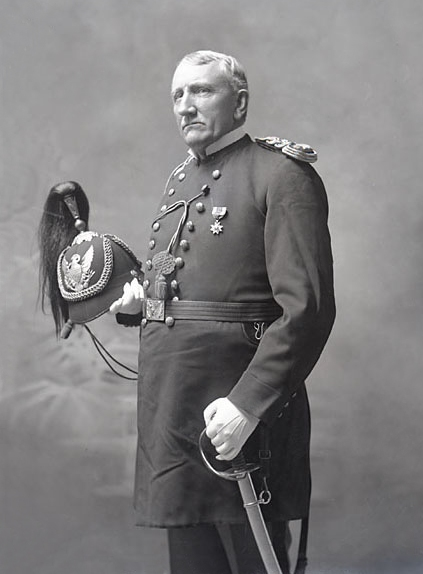
Richard Henry Pratt는 1879년 최초의 아메리카 원주민 기숙학교를 설립했다. 이 학교의 목표는 유럽의 문화적 가치와 백인 미국인의 삶의 방식의 우월성을 강조하는 교육을 통해 아메리카 원주민 학생들에게 백인의 존재 방식을 가르치는 것이다.

아메리칸 인디언 기숙 학교는 19세기에 미국에서 설립되었으며 아메리카 원주민을 지배적인 백인 문화에 동화시키는 주요 목적으로 20세기 중반까지 지속되었다. 이 학교의 영향은 원주민에 대한 강제 동화로 설명되었다. 이 학교에서 원주민 아이들은 모국어를 말하는 것을 포함하여 그들의 문화 전통에 참여하는 것이 금지되었다. 대신, 그들은 항상 영어로 말하고 지리, 과학, 역사(다른 분야 중에서)를 백인 미국인이 적합하다고 생각하는 대로 배워야 했다. 이것은 백인의 우월성과 미국 땅의 정당한 "상속"을 옹호하는 역사의 버전을 배우는 것을 의미하는 반면, 원주민은 진정으로 평등하다고 간주되지 않고 백인 문화에 동화되어야 하는 위치로 강등되었다.

### 현재 문제
형식적인 평등은 법적으로 인정되었지만, 미국 원주민, 알래스카 원주민, 하와이 원주민 및 태평양 제도 원주민은 여전히 국내에서 가장 경제적으로 불우한 집단 중 하나다. 국가적인 정신 건강 조사에 따르면, 원주민 집단 전체적으로 알코올 중독, 우울증 및 자살 등 고수준의 정신 건강 문제에 시달리는 경향이 있다. 원주민은 미국 내에서 경찰과의 접촉에서 다른 인종이나 민족 집단보다 높은 비율로 사망한다. 원주민은 백인보다 3배, 흑인보다 2.6배 높은 비율로 경찰에 의해 사망하며, 그러나 이러한 사망 사건은 거의 국가적인 관심을 받지 못한다. 매체 보도와 책임 추적의 초기 미비는 원주민 주도의 운동인 Native Lives Matter와 Missing and Murdered Indigenous Women, Girls, and People와 같은 운동으로 이어졌다.
원주민은 주 및 연방 형사 사법 체계에서 불균형적으로 대표되고 있다. 원주민의 구금 비율은 전국 평균보다 38% 높으며, 19개 주에서는 다른 인종과 민족에 비해 감옥 인구에서 과대 표현되고 있다. 2016년의 국가 감옥 통계 시리즈에 따르면, 주 및 연방 시설에서 구금된 원주민은 22,744명으로, 2019년 연방 범죄자 인구의 2.1%에서 3.7%를 차지하였으며, 미국 인구의 1.7%에 불과하다. 북다코타와 같이 원주민 인구가 더 많은 주에서는 구금율이 백인과 비교하여 최대 7배 높다. 연방 선고 데이터를 분석한 한 연구에 따르면, 원주민은 백인, 흑인 및 히스패닉 범죄자보다 엄하게 선고를 받고 있다. 실제로 추가 분석 결과, 젊은 원주민 남성들이 젊은 흑인 또는 히스패닉 남성들에게 부과되는 처벌을 뛰어넘는 가장 엄한 선고를 받는다는 것을 보여주었다.
미국 원주민들은 주 및 연방 형사 사법 제도에서 불균형적으로 대표된다. 미국 원주민들은 전국 평균보다 38% 더 높은 비율로 수감되어 있으며 다른 인종과 민족에 비해 19개 주의 교도소 인구에서 과잉 대표된다. 2016년 전국 죄수 통계 시리즈는 22,744명의 미국 원주민이 주 및 연방 시설에 수감되었으며 미국 인구의 1.7%에 불과함에도 불구하고 2019년 동안 연방 범죄자 인구의 2.1~3.7%를 차지했다고 보고했다. 노스다코타와 같이 아메리카 원주민 인구가 더 많은 주에서는 수감률이 백인보다 최대 7배나 높다. 연방 선고 자료를 분석한 연구는 미국 원주민들이 백인, 아프리카계 미국인, 그리고 히스패닉 범죄자들보다 더 가혹한 판결을 받는다는 것을 발견했다. 실제로, 추가 분석에 따르면, 젊은 아메리카 원주민 남성들이 젊은 아프리카계 미국인 또는 히스패닉계 남성들에게 부과된 처벌을 능가하는 가장 징벌적인 형량을 받고 있다.

## 아시아계 미국인
미국의 산업 혁명 동안 광업 및 철도 산업의 노동력 부족이 만연. 이러한 격차를 메우기 위해 중국인 이민 노동력이 자주 사용되었으며, 특히 최초의 대륙 횡단 철도 건설과 함께 대규모 중국인 이민으로 이어짐. 이들 화교 이민자들은 낮은 임금을 받고 백인의 일자리를 빼앗는 것으로 여겨졌고, 화교 이민으로 인한 서구 문명의 멸망을 예고한 황화(黃界)라는 말이 유행했다.
1790년 귀화법에 따라 아시아인은 시민권을 받을 수 없었다. 이민자 1세대, 이민자 자녀, 비아시아인 가정에 입양된 아시아인은 여전히 차별의 영향을 받고 있다.

### 19 세기

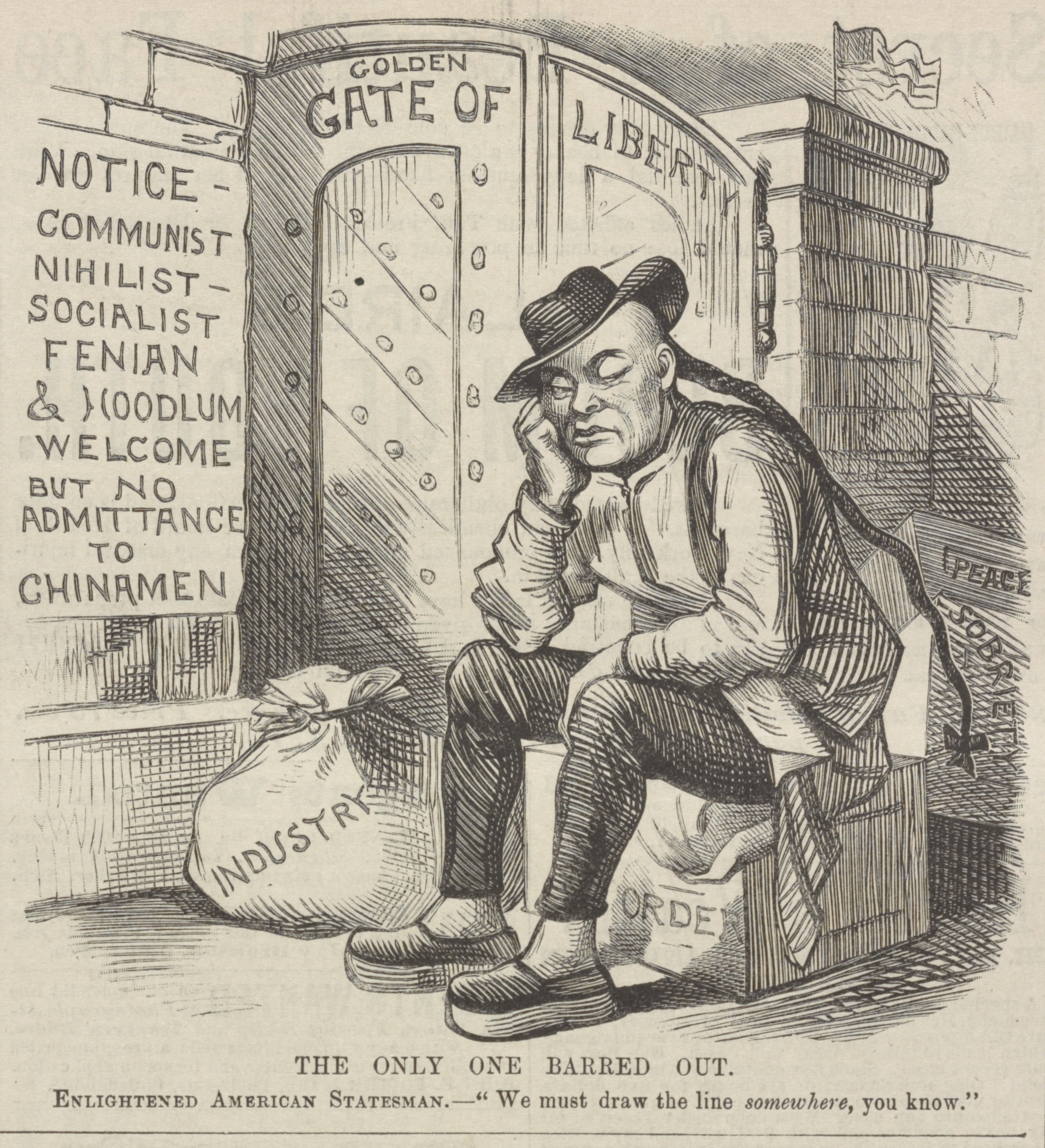
중국인 배척법을 조롱하는 1882년의 정치 만화로, 중국인 이민의 혜택에 둘러싸인 중국인이 "자유의 황금문"으로 들어가는 것이 금지되고 공산주의자와 불량배를 포함한 다른 그룹은 들어갈 수 있음을 보여준다. 캡션은 "우리는 어딘가에 선을 그어야 한다."라고 냉소적으로 읽는다.

1871년, 미국 역사상 가장 큰 린칭 중 하나가 로스앤젤레스 중국인 대학살로 알려지게 된다. 1879년 캘리포니아 주 헌법은 주 및 지방 정부와 캘리포니아에 설립된 기업이 중국인을 고용하는 것을 금지했다. 1879년 헌법은 캘리포니아 지방 정부에 권한을 위임하여 지역 사회의 경계에서 중국인을 제거할 수있도록 했다. 1882년 연방 중국인 배척법은 10년 동안 중국인 노동자의 이민을 금지했다. 1882년 연방 중국인 배척법은 10년 동안 중국 노동자들의 이민을 금지. 1892년의 기리법은 모든 중국 시민들이 상주 허가증을 항상 지참하거나 추방 또는 1년간의 고문을 위험에 빠뜨리는 것을 요구하여 중국인 배척법을 연장시켰으며, 이는 1893년에 판결된 팽 열 정 대 미국 사건에서 최고법원에 의해 인정되었다. 1885년 와이오밍의 록 스프링스 대학살 사건에서는 최소한 28명의 중국인 광부가 살해되고 15명의 다른 중국인 광부가 부상을 입은 등 중국인에 대한 여러 몹 공격 사건이 발생했으며, 1887년 오리건의 헬스 캐니언 대학살 사건에서는 34명의 중국인 광부가 살해되었다. 1888년에는 스콧법이 해외에 있는 20,000-30,000명의 중국인들이 미국으로 돌아오는 것을 방지했으며, 이는 1889년 최고법원 사건인 채 찬 핑 대 미국 사건에서 나중에 인정되었다.

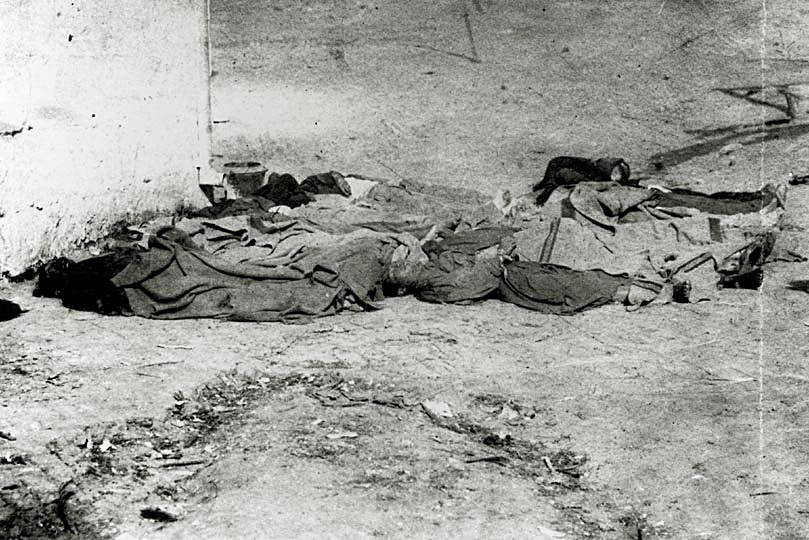
1871년 로스앤젤레스 중국인 학살

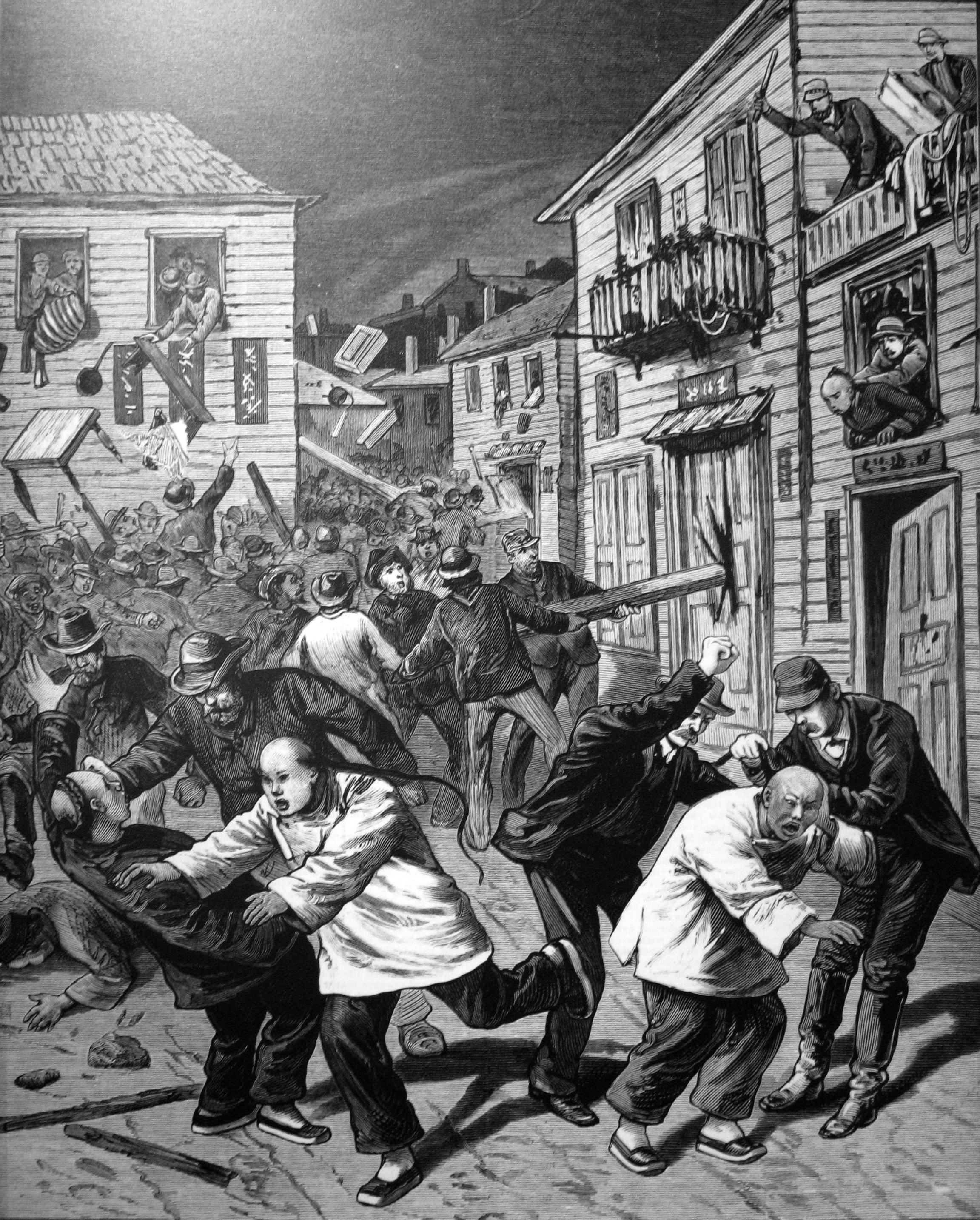
1880년 덴버 반중국 폭동

중국 사업 및 취업 기회를 억압하기 위해 지방의 차별적인 법률도 제정되었다. 예를 들어, 1886년 최고법원 사건인 Yick Wo 대 Hopkins 사건에서는 샌프란시스코시가 세탁소에 대한 허가를 요구하는 법령이 중국계 미국인에게만 목표를 두고 있다는 것이 명백하게 드러났으며, 이 법령은 무효화되었다. 이 법이 시행 중이었을 때, 도시는 중국인이 아닌 대부분의 허가 신청자들에게 허가를 발급하였으며, 한 중국인 세탁소 주인에게서 200건의 신청서 중 1건의 허가만을 부여했다. 하지만 해당 세탁소가 계속 운영되자, 도시는 소유자들에게 벌금을 부과하려고 시도했다. 1913년 캘리포니아는 많은 중국인 이민자들이 거주하는 곳으로서 아시아계 이민자들의 토지 소유를 심각하게 제한하는 외국인 토지법을 제정했으며, 1920년에 이를 확장하여 사실상 아시아계 이민자들의 토지 소유를 전면 금지했다.
중국인 배척법의 영향을 받지 않은 일본 이민자들은 1907년에 대량으로 미국에 입국하기 시작하여 한때 중국인 노동자들이 차지했던 일자리를 채웠다. 이 유입은 또한 차별로 이어졌고 시어도어 루스벨트 대통령은 일본 이민을 제한했다. Theodore Roosevelt의 행정명령 589호는 특히 멕시코, 캐나다 또는 하와이로 갈 수 있는 유효한 여권을 소지한 일본 및 한국 노동자들이 미국 본토에 입국하는 것을 금지했다. 나중에 일본이 미국으로 이주하려는 일본인 노동자에게 여권 발급을 중단하기로 한 1907년 신사 협정을 체결하면서 일본 이민이 폐쇄되었다.

## 같이 보기
- 블랙 내셔널리즘